# Militärwissenschaft
Militärwissenschaft oder Wehrwissenschaft (englisch Military Science), früher Kriegswissenschaft, ist die Wissenschaft zur Gewinnung von Erkenntnissen über den Charakter und die Gesetzmäßigkeiten des Krieges, insbesondere des bewaffneten Kampfes im Krieg, über die Vorbereitung der Streitkräfte und des Landes auf den Krieg und die Methoden der Kriegsführung.
Der Mehrzahlbegriff ‘Militärwissenschaften’ bzw. ‘Military Sciences’ findet zunehmend eine länderübergreifende, übernationale Anerkennung und Verwendung, um die militärischen Spezialisierungen oder auf das Militär bezogenen Teilgebiete aus dem Bereich der Gesellschafts-, der Natur- und der technischen Wissenschaften (z. B. Militärgeographie, Militärpädagogik oder Militärmedizin) zu verbinden.
Ebenso wie die Definition sind die Teilgebiete der ‘Militärwissenschaften’ nicht abschließend festgelegt.
Die Militärwissenschaften werden auch angesehen als die Gesamtheit der wissenschaftlichen Erkenntnisse über das Militär, insbesondere über die Streitkräfte und ihren Gebrauch – im Frieden, bei Konflikt- und Krisenlagen und im bewaffneten Konflikt (Krieg) – über die daran teilnehmenden Kräfte und Mittel sowie über die Prinzipien, Formen und Methoden der Verhütung (Verhinderung, Prävention), der Vorbereitung, Führung und Durchführung des organisierten bewaffneten Kampfes (eines Krieges).
Die Lehre und Forschung zur Militärwissenschaft ist in mehr als zehn Staaten nachgewiesen. Die Militärwissenschaft war in den Staaten des Warschauer Vertrages, darunter in der Deutschen Demokratischen Republik (DDR) eine staatlich anerkannte, selbstständige Wissenschaftsdisziplin.

## Teilgebiete der Militärwissenschaften

### Übergreifende Wissenschaftsbereiche

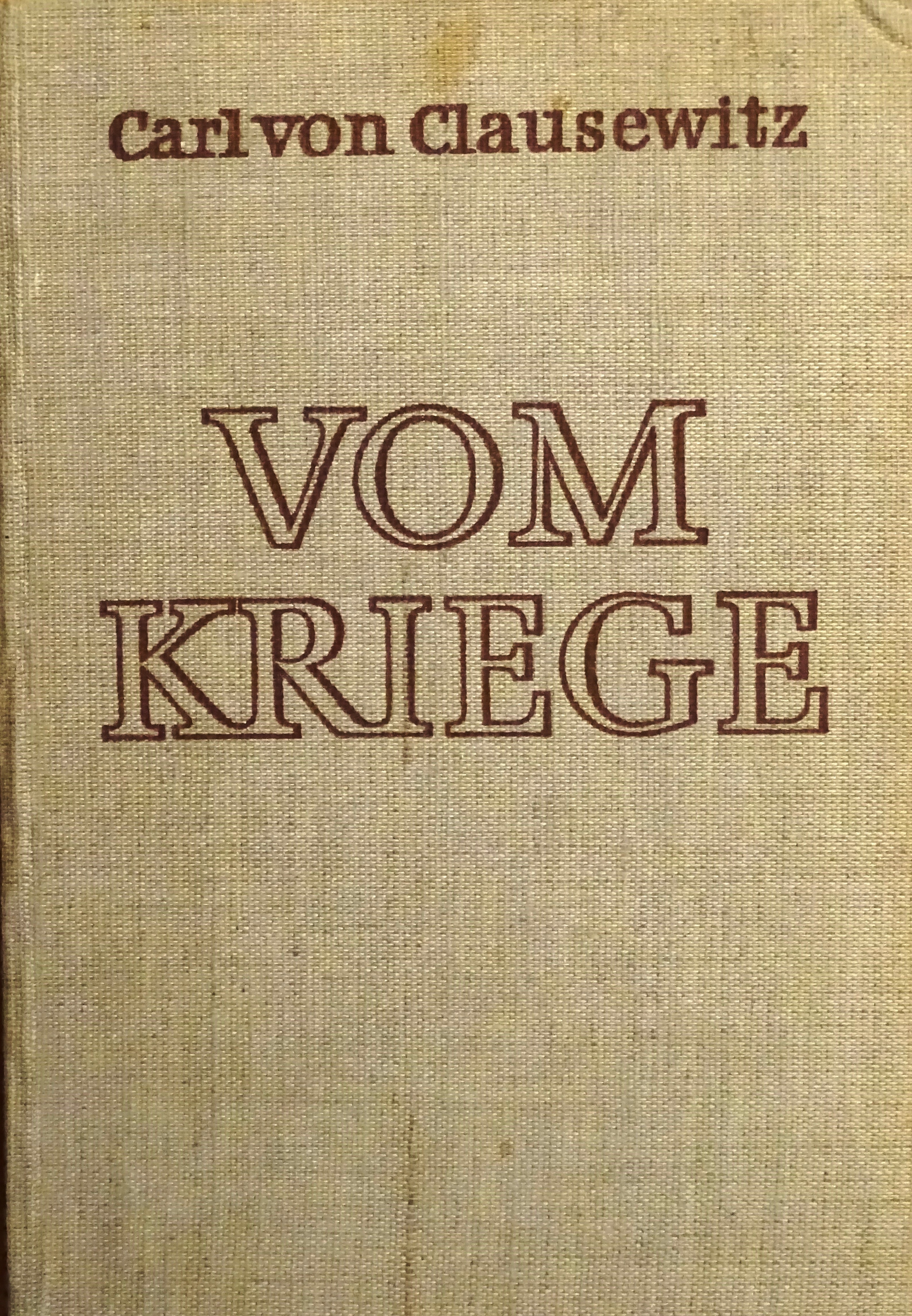
Clausewitz’ Werk Vom Kriege, hrsg. Berlin 1957, Standort Sächsische Landesbibliothek – Staats- und Universitätsbibliothek Dresden (SLUB)

Die Militärwissenschaften zeigen sich als Grenzwissenschaft. Sie vereinen in sich Disziplinen und Zweige aus dem Bereich der Gesellschafts-, Natur- und der Technikwissenschaften. Ebenso wie die Definition sind die Teilgebiete der Militärwissenschaften nicht abschließend festgelegt.
Oft werden bestimmte militärische Spezialisierungen eines Faches, wie zum Beispiel Wehrmedizin oder Militärgeographie, Teil der Militärwissenschaften. Insbesondere gibt es große Schnittmengen:
- zu den Politikwissenschaften, darunter zu:
  - Sicherheitspolitik,
  - Militärpolitik,
  - Strategische Studien,
  - Friedens- und Konfliktforschung;
- zu anderen Gesellschaftswissenschaften, darunter zu:
  - Militärgeschichte,
  - Kriegskunst – Strategie (Militär), Operative Kunst und Taktik (Militär),
  - Militärpädagogik, Militärpsychologie, Militärethik,
  - Militärsoziologie, Polemologie,
  - Militärgeographie;
- zu Naturwissenschaften, darunter zu
  - Militärgeologie, Militärhydrographie,
  - Militärmeteorologie, Militärhydrometeorologie;
- zur Mathematik, darunter zu:
  - Ballistik und Schießtheorie,
  - Militärkybernetik,
  - Militärischer Informatik;
- zu technischen und ökonomischen Wissenschaften, darunter zu:
  - Festungsbau,
  - Militärtopographie, Militärgeodäsie,
  - Militärkartographie, Militärphotogrammetrie,
  - Militärische digitale Geoinformatik,
  - Militär-/Wehrtechnik und Rüstung (Bewaffnung),
  - Militärischer Elektronik,
  - Militärökonomie,
  - Militärischer Logistik.

Einige militärische Spezialgebiete wie zum Beispiel Operations Research oder Logistik wurden im Laufe der Zeit weiterentwickelt und sind heute vornehmlich zivile Fachgebiete.

### Zweige der Militärwissenschaft in der DDR
Die als selbstständige Wissenschaftsdisziplin anerkannte Militärwissenschaft unterzog sich 1990 einer kritischen Bestandsaufnahme vor einer anstehenden Militärreform und untergliederte sich bis dahin in die folgenden Wissenschaftszweige und Bestandteile:
- die allgemeine Theorie der Militärwissenschaft (auch: Allgemeine Grundlagen);
- die Theorie der Kriegskunst mit ihren Bestandteilen (Militär-)Strategie, Operative Kunst und Taktik; außerdem wurden die Militärgeografie, die Militärtopografie, die Geschichte der Kriegskunst hier bearbeitet;
- die Theorie des militärischen Aufbaus (des Streitkräfteaufbaus);
- die Theorie der militärischen Führung (auch: Truppenführung);
- die Theorie der militärischen Ausbildung und Erziehung;
- die Theorie der Militärökonomie und der Rückwärtigen Dienste;
- die Theorie der Ausrüstung und Bewaffnung (militärtechnischen Wissenschaften);
- die Theorien der Teilstreitkräfte.[10]

Das militärtheoretische Denken in der DDR war von Anfang an, aufgrund der umfassenden politischen und militärischen Dominanz der UdSSR, durch die Gestaltung der sowjetischen (russländischen) Wissenschaftsdisziplin ‚Militärwissenschaft‘ (russisch – военная наука – Wojennaja Nauka) geprägt. Die Gebiete der Militärwissenschaft wurden meist aus zwei Perspektiven bearbeitet: aus der theoretischen und der angewandten Perspektive. Die nicht geringe Distanz zwischen beiden Teilen, wie zwischen Theorie und militärischer Praxis überhaupt, sollte durch eine effektive operativ-taktische Ausbildung verringert werden.

## Geschichte der Militärwissenschaft

### Vorgeschichte
Die Militärwissenschaft entwickelte sich in einem langen historischen Prozess im engen Zusammenhang mit der Militärpolitik der Völker, Staaten, Klassen, Nationen und Bündniskoalitionen, aber auch den Streitkräften, und den von ihnen geführten Kriegen, der Kriegskunst und dem militärtheoretischen Denken.
Elemente einer Militärwissenschaft entstanden wahrscheinlich bereits mit den Anfängen der Entwicklung menschlicher Gesellschaft weit vor der Antike. Der Militärhistoriker Abraham Malamat wies bereits 1975 mit mehreren Studien und in seinem Vortrag auf der internationalen Tagung in Teheran im Jahr 1976 begründet nach, dass in der Bibel nicht nur der Verlauf vielartiger Kriegsformen beschrieben ist, sondern dass dort klare theoretische Formulierungen einer ‚Kriegslehre‘ enthalten sind.
Die ältesten europäischen schriftlichen Überlieferungen aus der Zeit des Trojanischen Krieges stammen von Homers Werk Ilias.
Nicht durch Dichtung, sondern auf der Basis mehrerer Tempelinschriften ist die Überlieferung der Schlacht bei Kadesch um 1274 v. Chr. zwischen dem altägyptischen Pharao Ramses II. und dem Hethiterkönig Muwattalli II. überliefert. Sie gilt als die beste dokumentierte Beschreibung eines Krieges und des Kriegswesens in der Antike bis zu diesem Zeitpunkt.
Eine erste systematische Beschäftigung mit dem Kriegswesen an sich war das Buch Die Kunst des Krieges des chinesischen Generals Sunzi im 5. Jahrhundert vor Christus. Es gilt als das älteste erhaltene Werk über Strategie.

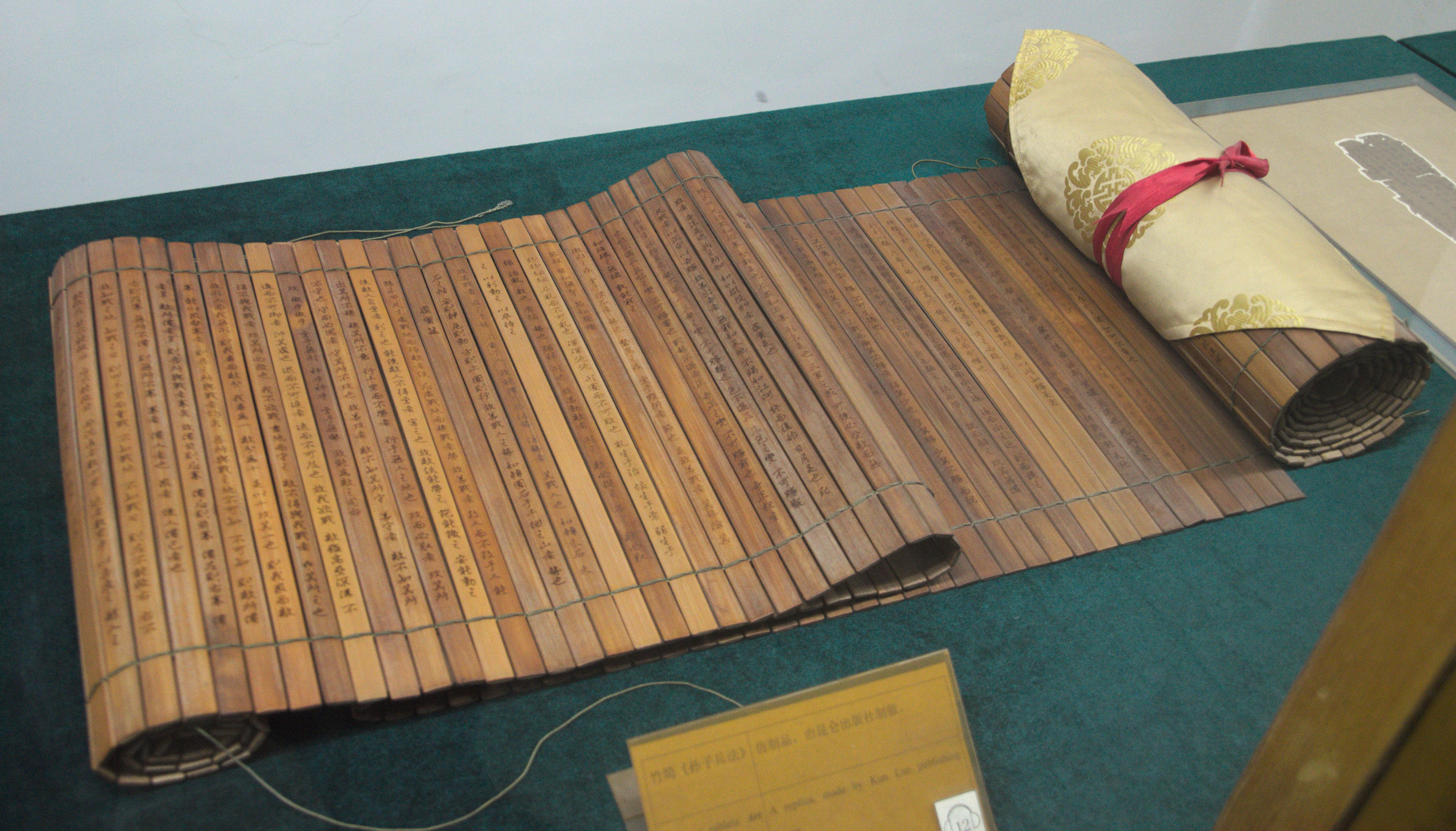
Sunzi: Traktat über die Kriegskunst. Bambusbuch, ausgerollt, Buchdruck-Museum, Peking.
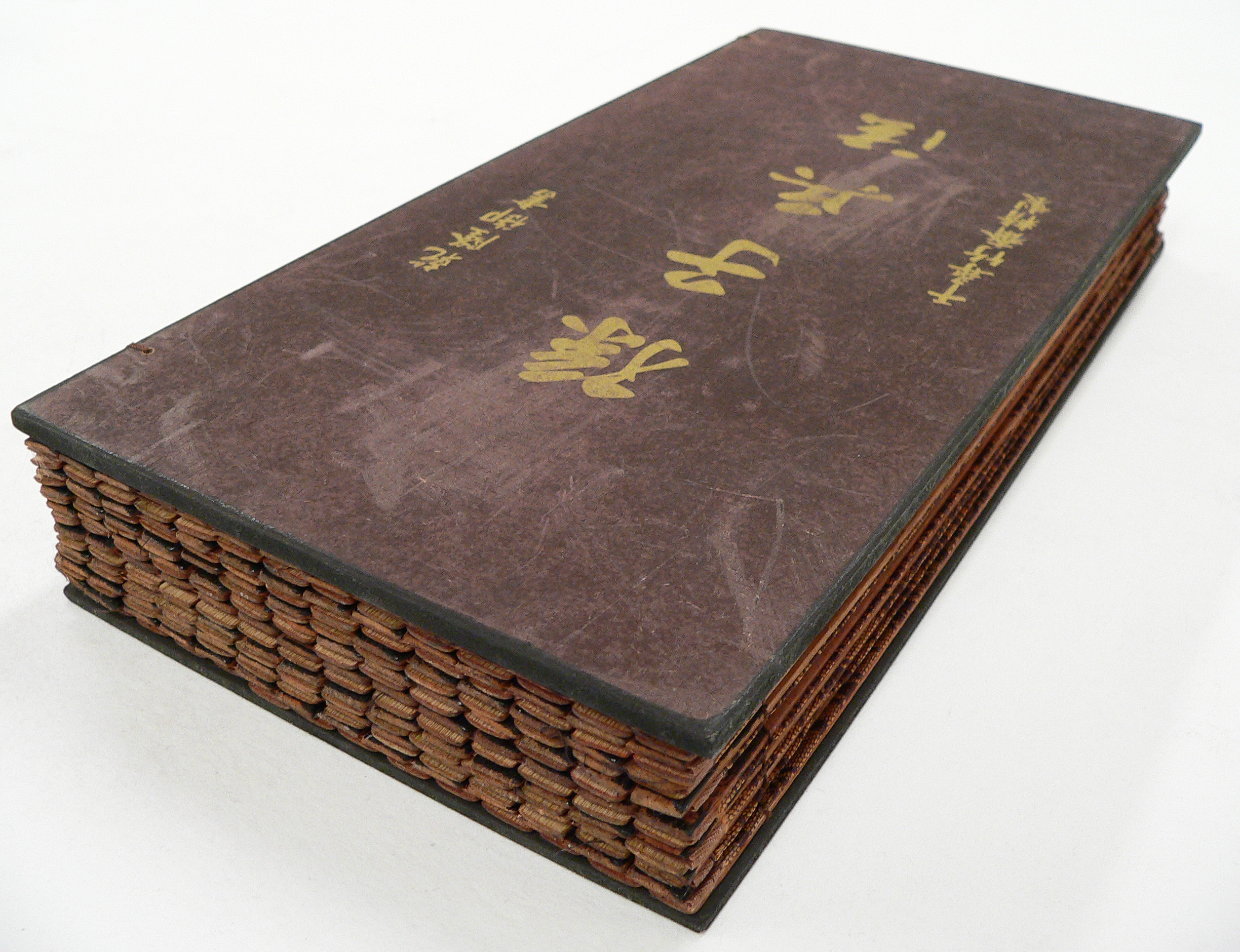
Sunzi: Traktat über die Kriegskunst. Bambusbuch, geschlossen, University of California, Riverside.
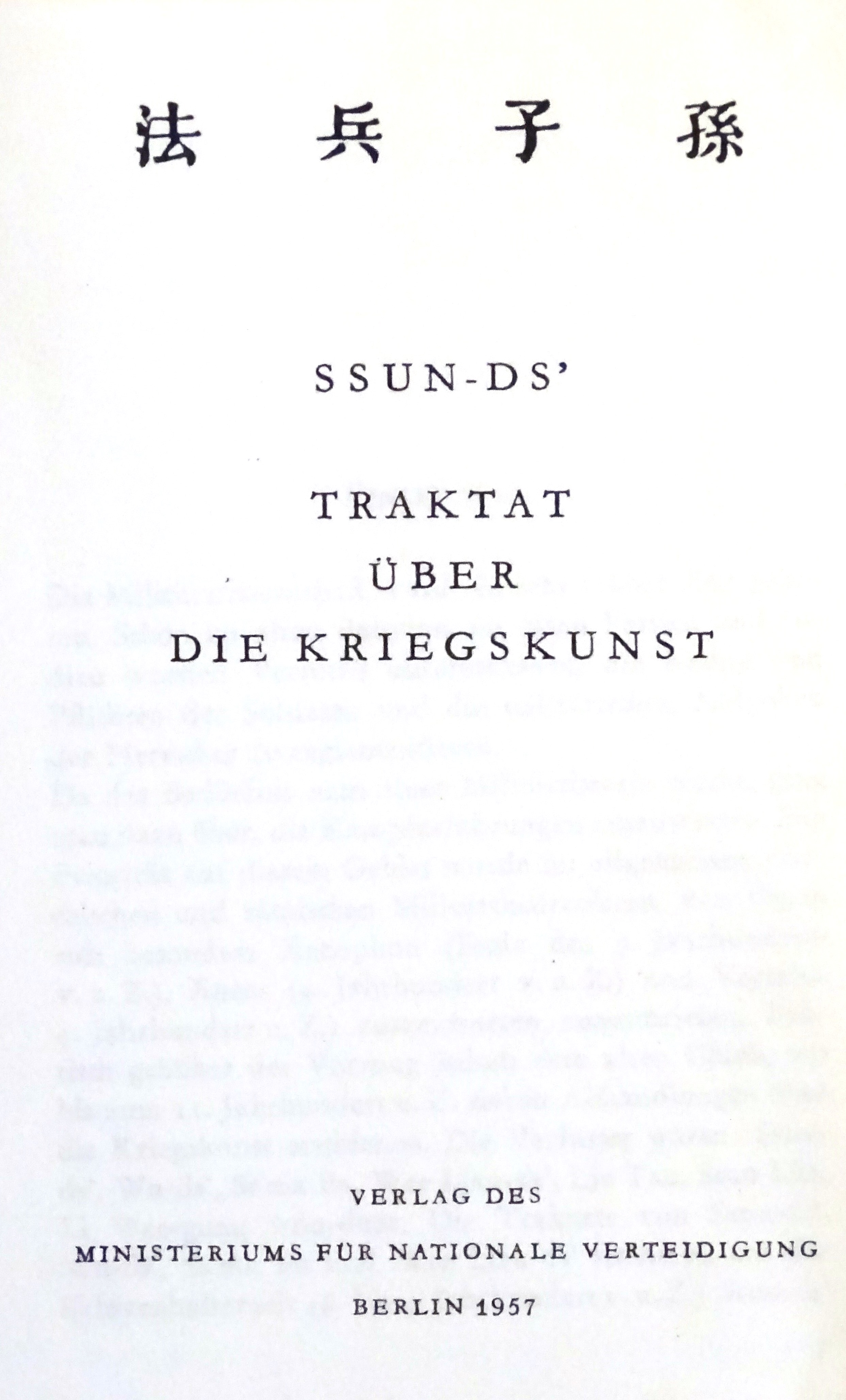
Ssun-Ds': Traktat über die Kriegskunst, a.d. Altchines. ins Russ., übertragen ins Dt., Titelblatt, Berlin 1957 (Anm.: Die Schreibweise Ssun-Ds’ ist eine selten verwendete Alternative zur offiziellen und häufiger gebrauchten Pinyin-Umschrift des Namens Sunzi.)
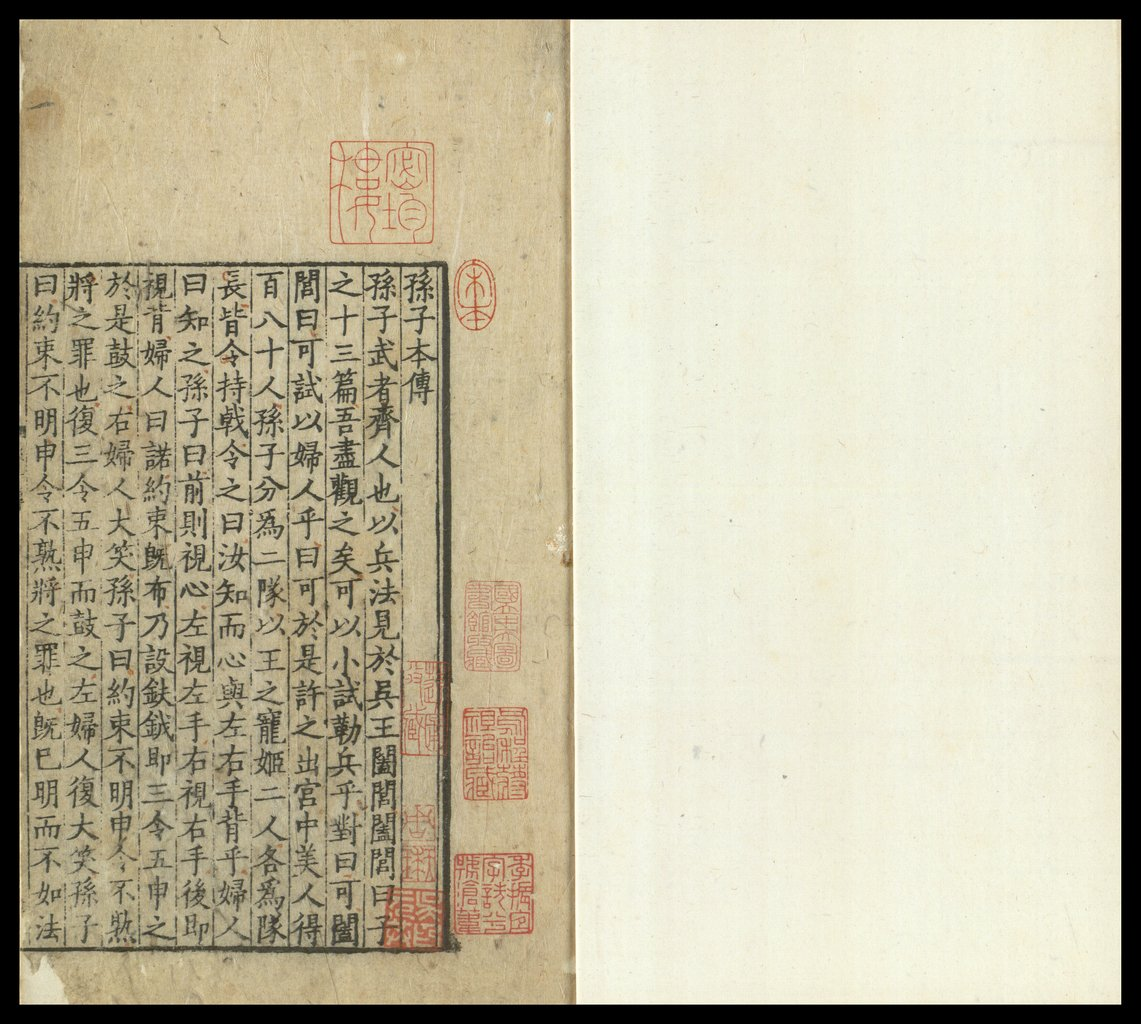
Elf Kommentare über Sunzi: Traktat über die Kriegskunst, Orig. fehlt, Handschrift (etwa 1190–1194) drei Rollen.

Insbesondere aus römischer Zeit sind viele theoretische Werke über das Militärwesen und den Festungsbau überliefert. Der Spätrömische Militärtheoretiker Flavius Vegetius Renatus verfasste mit Epitoma rei militaris ein Werk über das Militär und Kriegsführung im 4. Jahrhundert, das im Mittelalter und bis weit in die Neuzeit hinein als Standardwerk galt. Der byzantinischen Kaiser Leontos VI (866 – 912 n. Chr.) schrieb circa 900 n. Chr. die erste, heute bekannte Abhandlung über militärische Logistik im Rahmen seines Werkes Summarische Auseinandersetzung der Kriegskunst, das unter der Bezeichnung Leoninische militärische Institute bekannt geworden ist.

### Entstehungs- und Begriffsgeschichte bis 1800
Zwischen 1519 und 1520 entstand die Abhandlung Dell’arte della guerra oder Die Kunst des Krieges von Niccolò Machiavelli, die hauptsächlich das Militärwesen beschreibt, und über Taktik, Strategie und Politik in der Feudalgesellschaft berichtet. Auch wenn das Frankreich Ludwig XIV. (1638–1715), die Heimat des Militärwesens (franz. militaire), auf der Höhe seiner Macht in Europa stand, tauchten in deutschen Buchtiteln die Wörter Militär/militärisch nicht auf.

In Deutschland erschien der Begriff Kriegs–Wissenschaft erstmals im Jahr 1699 in einem Buchtitel von Johann Sebastian Gruber. Dessen allgemeine Verwendung ist wohl erst mit der Herausgabe der Zeitschrift Kriegsbibliothek oder gesammelte Beiträge zur Kriegswissenschaft (1774–1781) durch Georg Dietrich von der Groeben markiert.

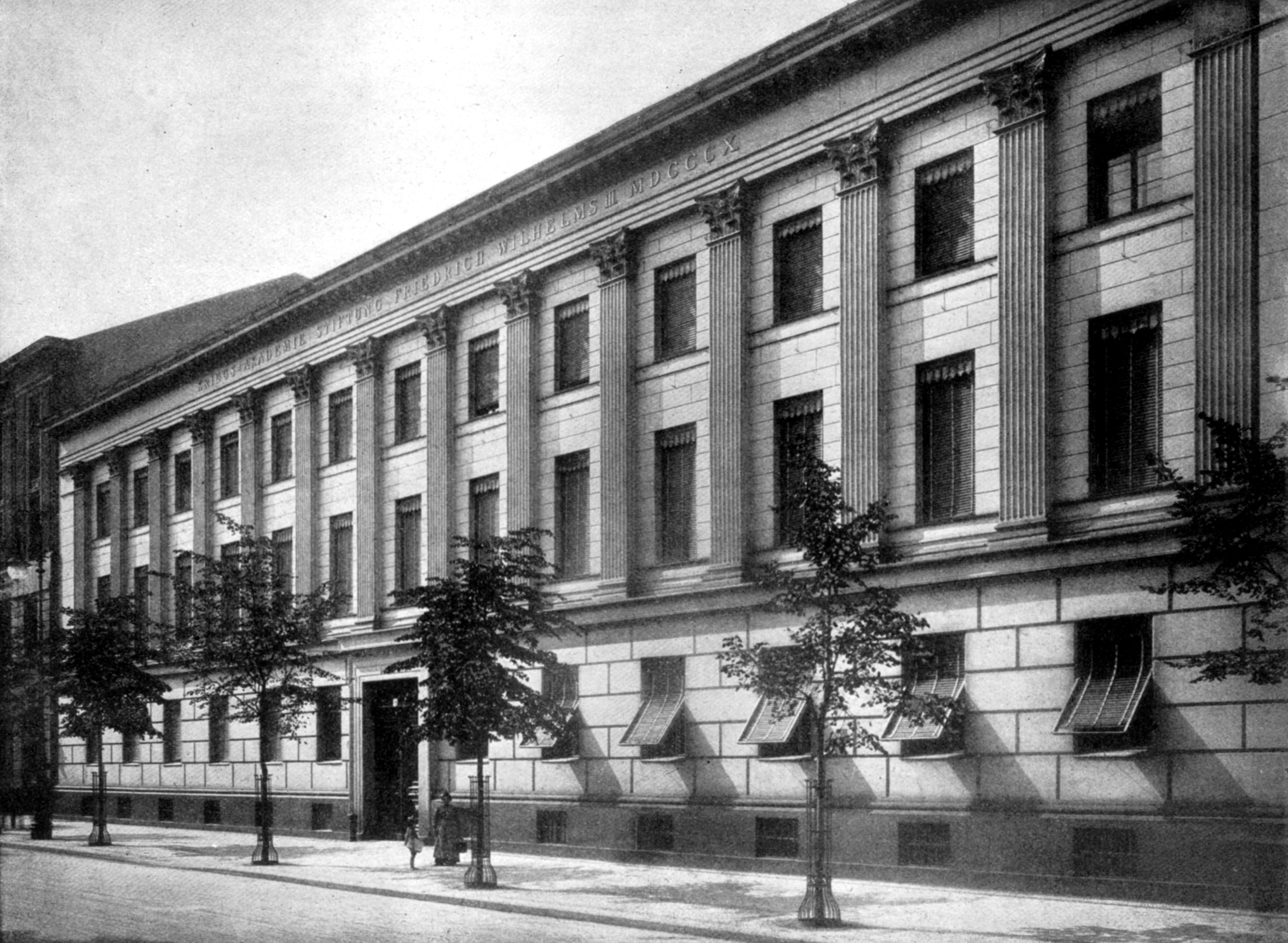
Fassade Unter den Linden 74, erbaut von Karl Friedrich Schinkel als Vereinigte Artillerie- u. Ingenieurschule

Bis ins 18. Jahrhundert wurde das Militärwesen und die Führung der Truppen oft als Kriegshandwerk oder Kunst und nicht als Wissenschaft verstanden. So wurden Offiziere in den Einheiten während des praktischen Dienstes ausgebildet. Eine wissenschaftliche Beschäftigung mit dem Militär- und Kriegswesen bildete, bis auf Militärgeschichte, die Ausnahme.
Außer auf Kriegsbaumeister – später Ingenieure – die für den Festungskrieg gebraucht wurden, war für Offiziere keine höhere Bildung vorgesehen oder Voraussetzung. Ab dem 17. Jahrhundert wurden die Offiziere der Artillerie und Ingenieure an speziellen Militärschulen, wie der 1682 gegründeten französischen École d' artillerie, ausgebildet.
Im 18. Jahrhundert und Anfang des 19. Jahrhunderts entstanden erste allgemeine Militärschulen und Militärakademien, um alle angehenden Offiziere genügend theoretisch auszubilden. So im Jahr 1751 die Theresianische Militärakademie in Wiener Neustadt von Feldmarschall Daun, dem 1752 das Zitat zugeschrieben wird: Generals und Officiers müssen begreiflich gemacht werden, daß die Kriegskunst kein zunftmäßiges Handwerk, sondern eine weitreichende Wissenschaft seye.
Der Gründung dieser Militärakademie folgte, dass im österreichischen Generalquartiermeisterstab sich etwa 40 Offiziere ab 1758 wissenschaftsnah mit der Gegnerbeobachtung und Nachrichtenauswertung befassten. Ab 1802 übernahm die „Evidenthaltungs-Abteilung“ im Kriegsarchiv zu Wien diese keineswegs auf historische Untersuchungen beschränkte Funktion.
Im 18. Jahrhundert wurden für die Forschung und Lehre kriegswissenschaftliche Lehrstühle an deutschsprachigen Universitäten gegründet. Die ersten waren an den Universitäten Erlangen, Göttingen, Marburg und Würzburg.

### Entstehungs- und Begriffsgeschichte am Beginn des 19.Jahrhunderts
In den Koalitionskriegen zu Beginn des 19. Jahrhunderts wurde erkannt, dass eine reine praktische, auf die Truppengattung ausgerichtete Ausbildung für das Führerkorps nicht mehr ausreichend war. Die wissenschaftliche Beschäftigung mit dem Militärwesen nahm einen großen Aufschwung. In großen preußischen Garnisonsstädten wurden Offizierbildungsvereine gegründet und viele Offiziere hörten Vorlesungen an den Universitäten.
Die Militärische Gesellschaft, gegründet im Jahr 1801 von Scharnhorst (1755–1813) nach dem Vorbild anderer wissenschaftlicher Gesellschaften, verlangte von jedem zukünftigen Mitglied eine eigenständige militärwissenschaftliche Ausarbeitung. Ein Festvortrag an der Führungsakademie der Bundeswehr im Jahr 1967 formulierte: „Scharnhorst […] hatte zwei Leitgedanken aufgestellt: ‚Innige Vereinigung von Nation und Armee und Hereintragen der echten Idee von Wissenschaft in das Handwerk des Krieges’, d. h. das Handwerk beherrschen und mit der Wissenschaft verbinden.“
Im Jahr 1801 wurde mit ausgewählten Teilnehmern, darunter Carl v. Clausewitz (1780–1831), eine Akademie für junge Infanterie- und Kavallerieoffiziere formiert. Zu ihren Lehrkräften zählte Ludwig Müller (Ingenieur) (1734–1804), der als ein Begründer einer Militärgeographie im deutschsprachigen Raum gilt. Im Jahr 1801 wechselte er von der Ausbildung von Fahnenjunkern an der Potsdamer Ingenieursakademie und der Berliner Inspektionsschule als Dozent für kartographische Probleme, Terrainlehre und Kastrametation (Castrometrie, militärisches Lagerwesen) an diese Akademie. In seinem Werk „Die Terrænlehre“ (1807) unterschied er deutlich zwischen Kunst und Wissenschaft:
„[…] unter den verschiedenen Fächern, die diese Kriegskunst umfasst wählte man bald dieses bald jenes zur Übung seines militärischen Scharfsinns und so entstanden nach und nach durch den fortgesetzten Fleiß mehrerer Jahrhunderte die einzelnen Lehrgebäude, die den Namen Kriegswissenschaften führen. […] Über das Terræn aber, die Grundwissenschaft der meisten so eben genannten Theile der Kriegskunst hat bisher noch niemand bisher etwas zusammenhängendes geschrieben.“ Das war ein deutlicher Hinweis auf den Anspruch zur Selbstständigkeit der militärischen Geographie und zugleich die enge Zuordnung zur Militärwissenschaft in der Folgezeit.

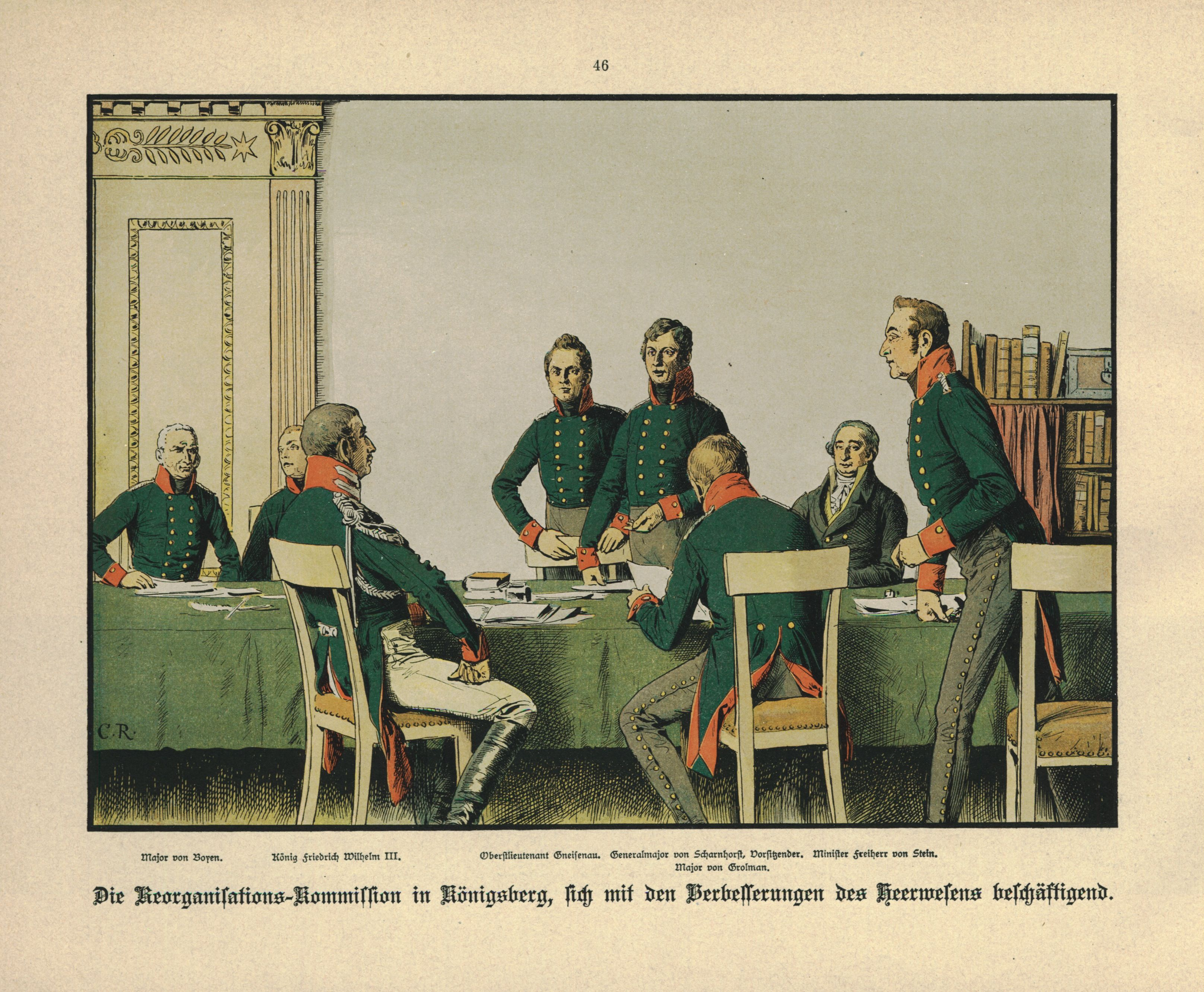
Preußische Militärreform, 1813
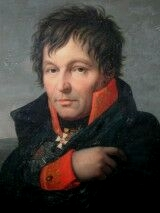
Gerhard v. Scharnhorst (1755–1813)
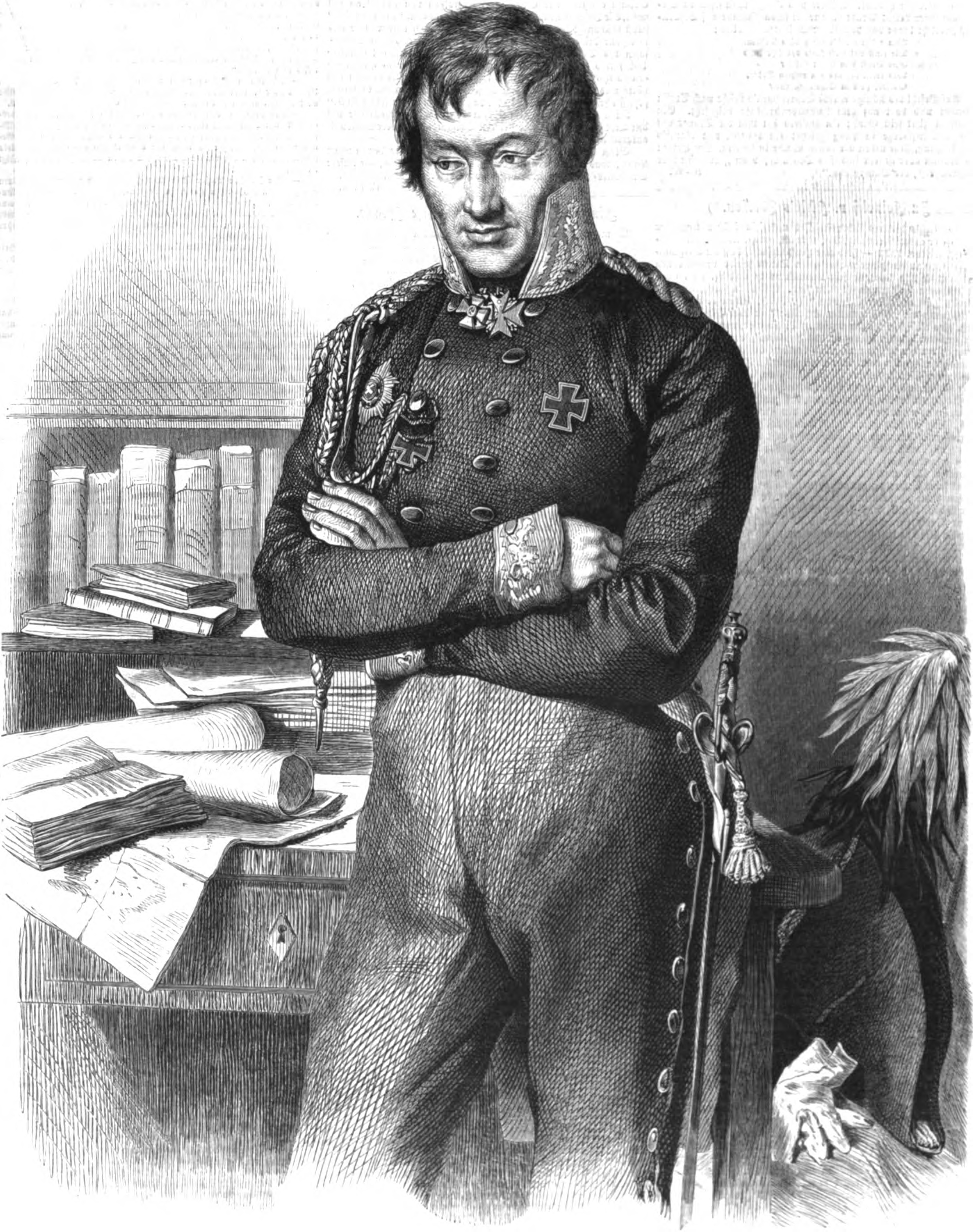
Gerhard v. Scharnhorst, 1813
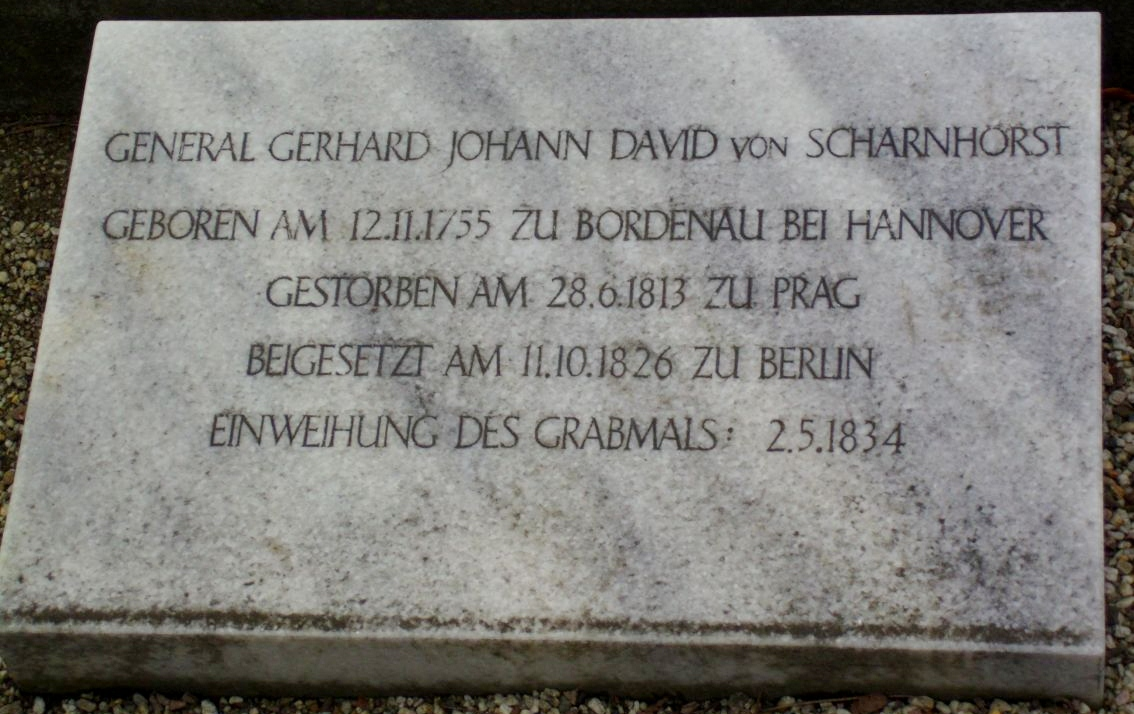
Gedenktafel am Grabmal für Scharnhorst, 1834

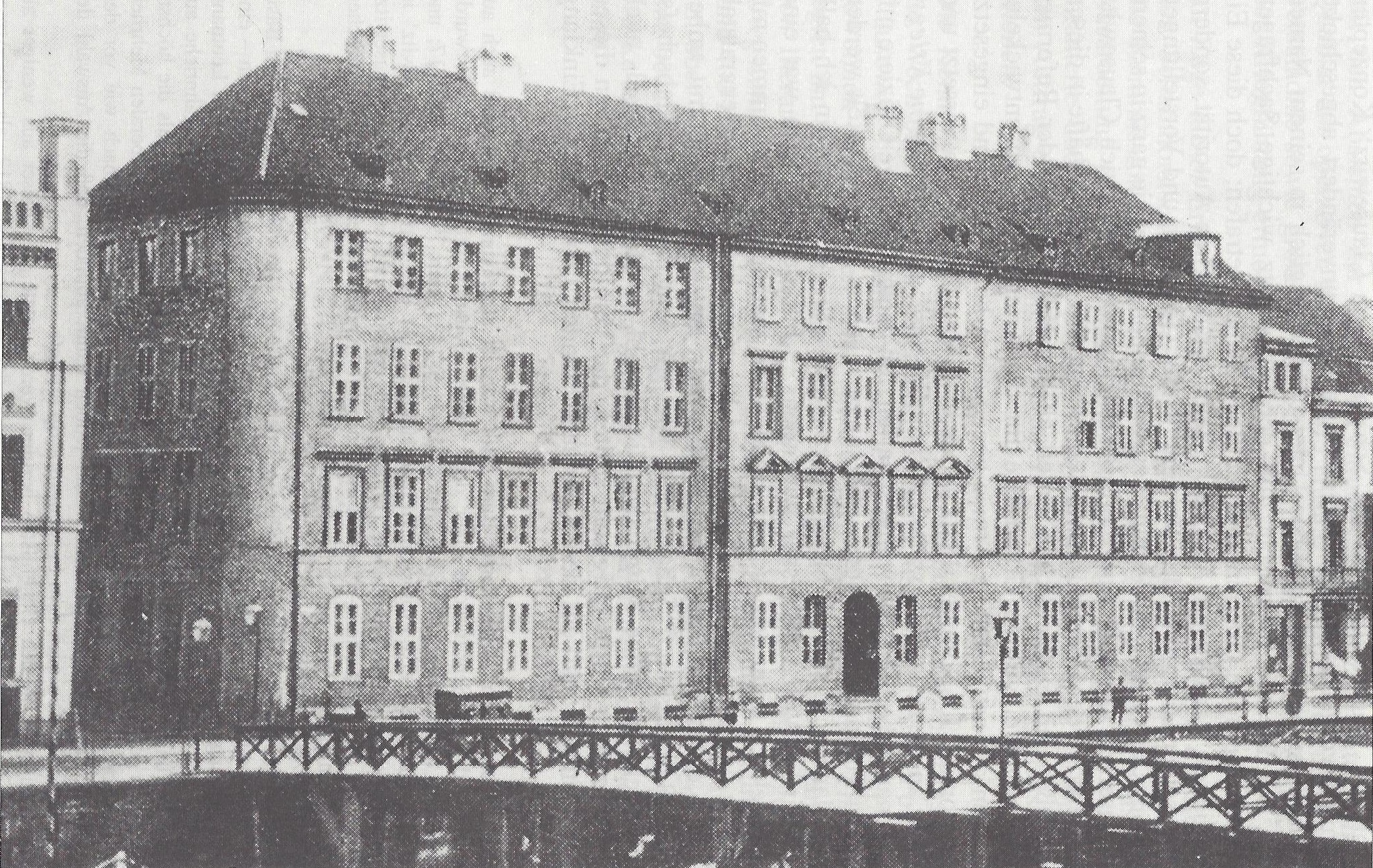
Gebäude der Allgemeinen Kriegsschule zu Berlin, Burgstr. 19, Berlin vor 1883

Nach Abschluss des ersten Jahrgangs am 21. Juni 1804 wirkte diese als militärwissenschaftliche Institution bis 1806 in fester Organisationsform. Im Rahmen der Preußischen Heeresreform wurde eine wissenschaftliche Ausbildung der Offiziere gefordert. In Preußen wurden deshalb für Offiziersanwärter ab 1810 die Kriegsschulen als militärische Fachschulen eingerichtet. Gleichzeitig stand Offizieren in Generalstabsverwendungen und höheren Truppenkommandeuren die Allgemeine Kriegsschule, zur Verfügung, die im Jahr 1859 in Kriegsakademie umbenannt wurde.

### Begriffsgeschichte und Clausewitz’ Werk „Vom Kriege“
Das bekannteste deutschsprachige militärtheoretische Werk dieser Epoche sind die Hinterlassenen Werke des Generals Carl von Clausewitz, die unter dem Titel Vom Kriege mit der ersten Ausgabe posthum im Jahr 1832 zur Kriegskunst oder Kriegswissenschaft herausgegeben wurden. Die beiden Begriffe Kriegskunst und Kriegswissenschaften waren für Clausewitz nur unterschieden durch den Zweck: Schaffen und Hervorbringen gegenüber Erforschen und Wissen.

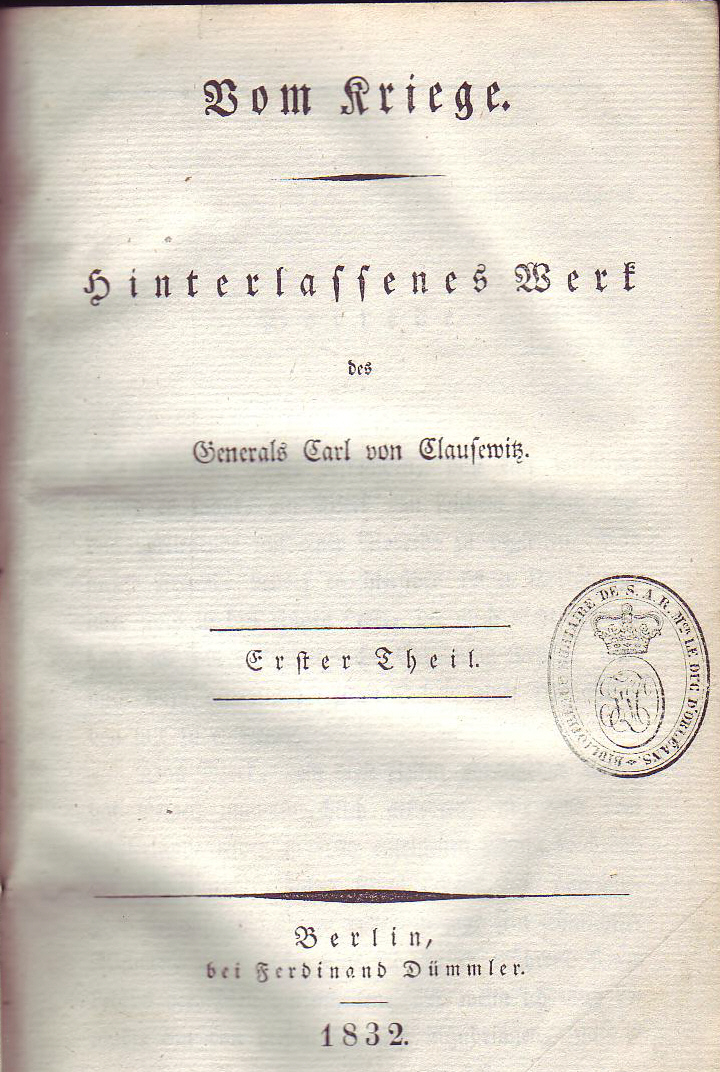
Originalausgabe des Buches Vom Kriege aus dem Jahr 1832
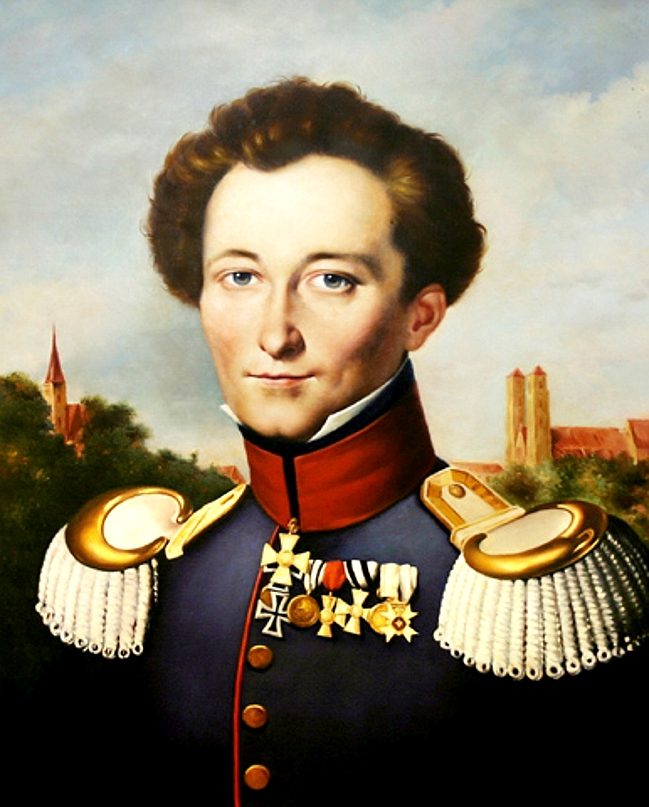
Carl von Clausewitz (1780–1831)
- Vom Kriege, hrsg. 1866, französische Ausgabe
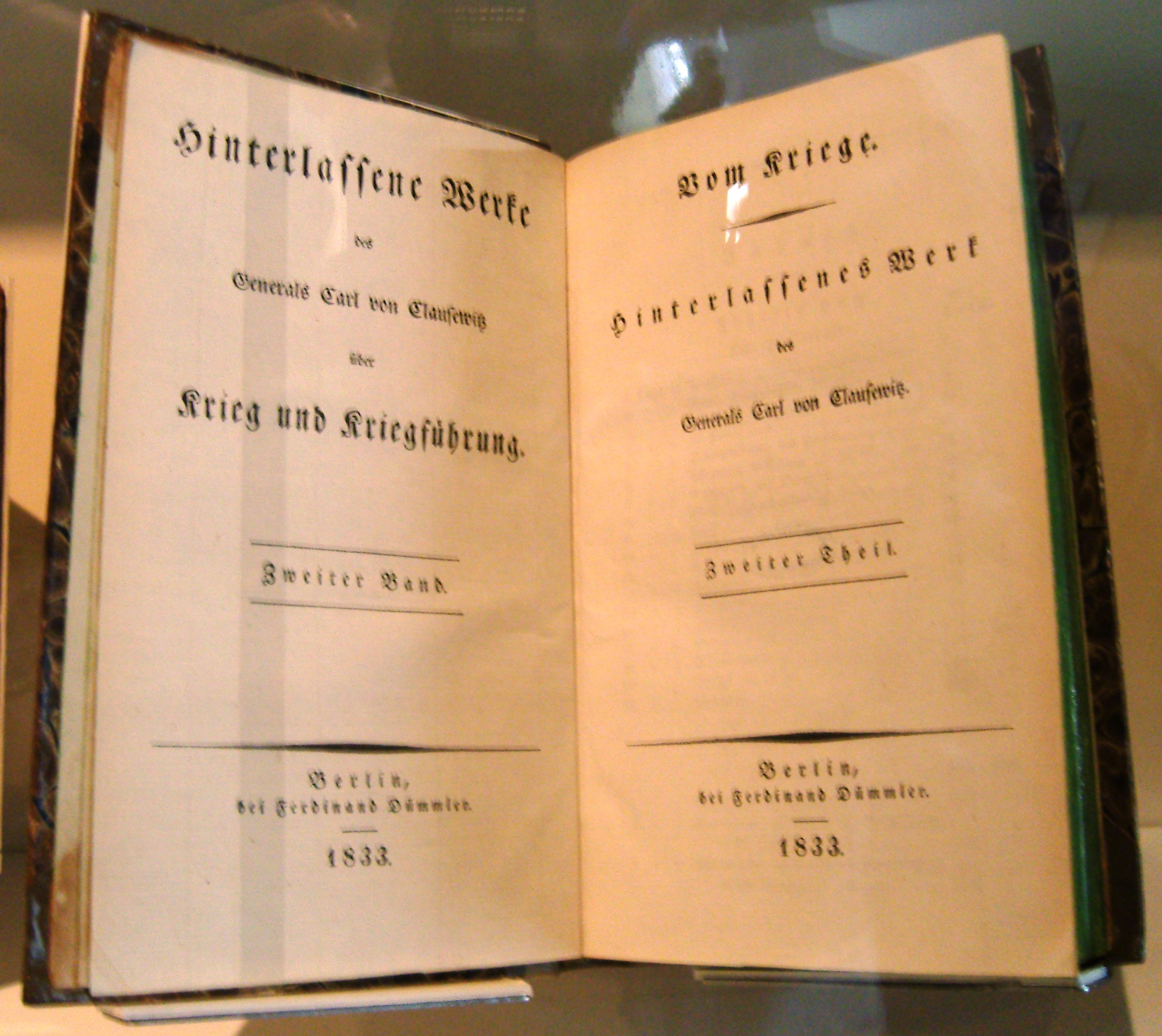
Vom Kriege, hrsg. 1833, Militärhistor. Museum der Bundeswehr, Dresden.

Clausewitz beschritt einen Weg, der auf eine Einheit von Militärtheorie, Militärgeschichte und Kriegskunst hinführte. Für ihn kann Krieg nur aus den jeweiligen politischen Verhältnissen verstanden werden, – besitzt dieser allenfalls eine eigene Grammatik, niemals jedoch eine eigene Logik. Seit Clausewitz’ Zeiten hat der Begriff des Politischen eine erhebliche Ausweitung erfahren.
Clausewitz beschreibt, dass „der Krieg ein Ding sein kann, was bald mehr bald weniger Krieg ist“. Im zeitlichen Vorgriff ist auf Wladimir I. Lenin (1870–1924) hinzuweisen, der diese dialektische Sicht auf den Kriegsbegriff darüber hinaus im Hinblick auf den Friedensbegriff ausmacht. Undenkbar erscheint ihm ein reiner, konfliktloser Frieden, der sich ohne Spannungszustände unterschiedlicher Intensität vollzieht. Die zeitgenössische Friedens- und Konfliktforschung untersucht diese Spannungsbögen.
Am überzeugendsten war Clausewitz’ Entdeckung, dass der Charakter eines jeden Krieges von den objektiven politischen Voraussetzungen abhängt. Die militärische Gewalt werde in dosierter Form zur Erreichung bestimmter (politischer) Zwecke angewandt. „Wir können also den politischen Zweck nur so als das Maß gelten lassen, indem wir uns ihn in Einwirkung auf die Massen denken, die er bewegen soll, so dass also die Natur dieser Massen in Betrachtung kommt.“ Kein Wunder, dass diese Gedankennähe zum politischen Materialismus einen großen Anreiz für Friedrich Engels und Wladimir I. Lenin setzte, das Werk „Vom Kriege“ intensiv zu studieren.
Militärwissenschaft, als Wissenschaft verstanden, sollte Kritik am eigenen Gegenstand üben können. Der Unternehmer und Wissenschaftler Friedrich Engels (1820–1895) hat mit Beteiligung von Karl Marx (1818–1883) dieses Prinzip bei der Hervorhebung der geschichtlichen Funktionen des Krieges praktiziert. Er schrieb seine militärwissenschaftlichen Arbeiten unter Einschluss der Kritik am Militär und unter Darstellung des Gegenbildes einer nichtmilitärischen Zukunft.

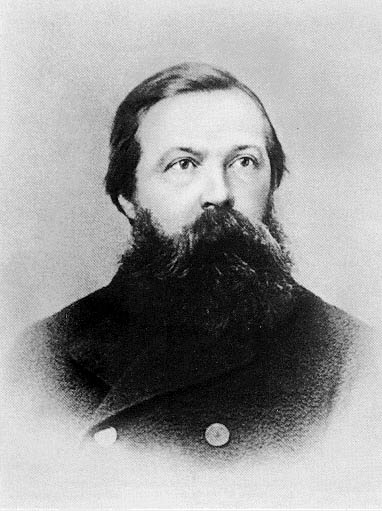
Friedrich Engels, im Winter 1868/69
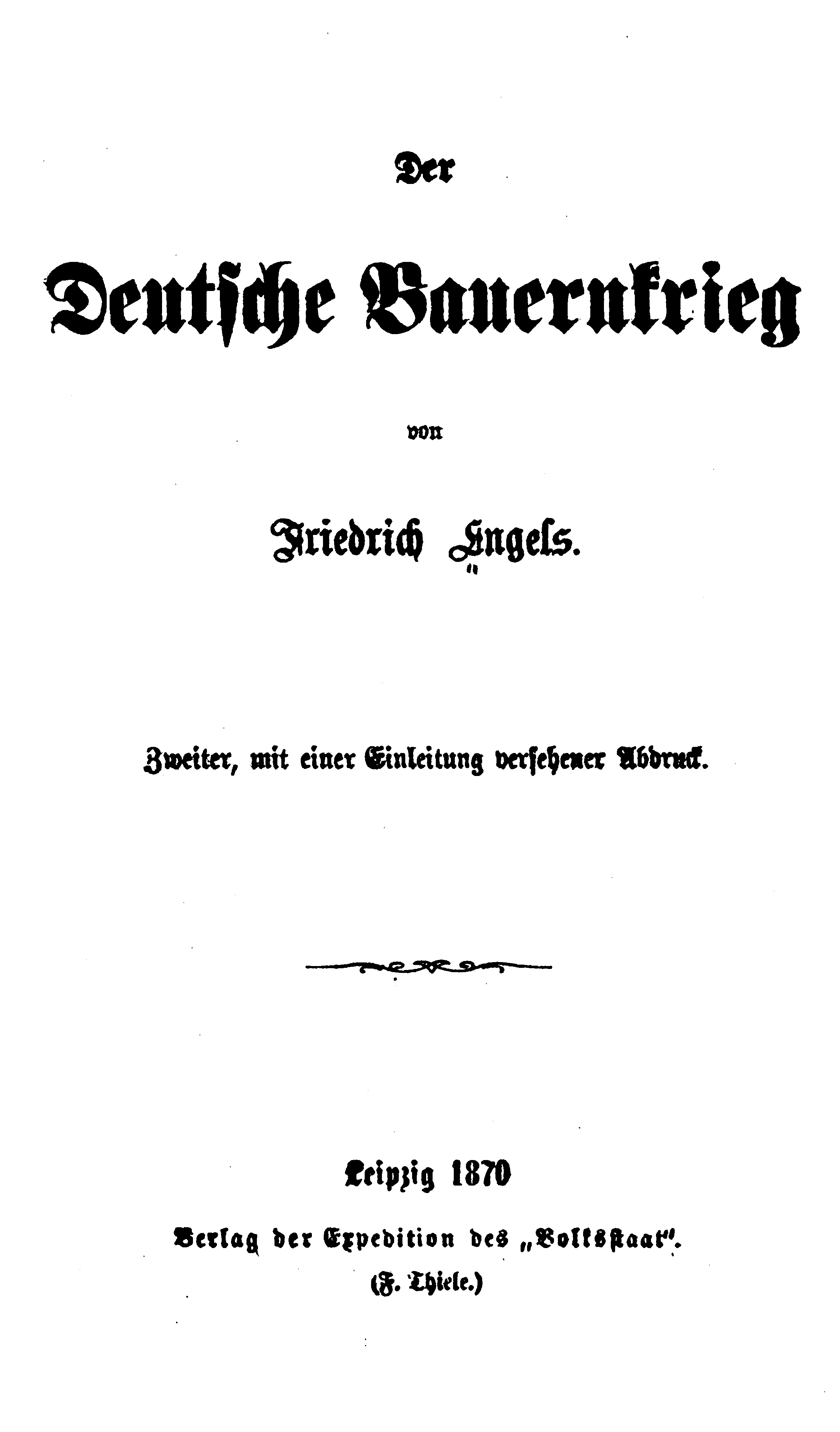
Fr. Engels, hrsg. 1870, Der deutsche Bauernkrieg
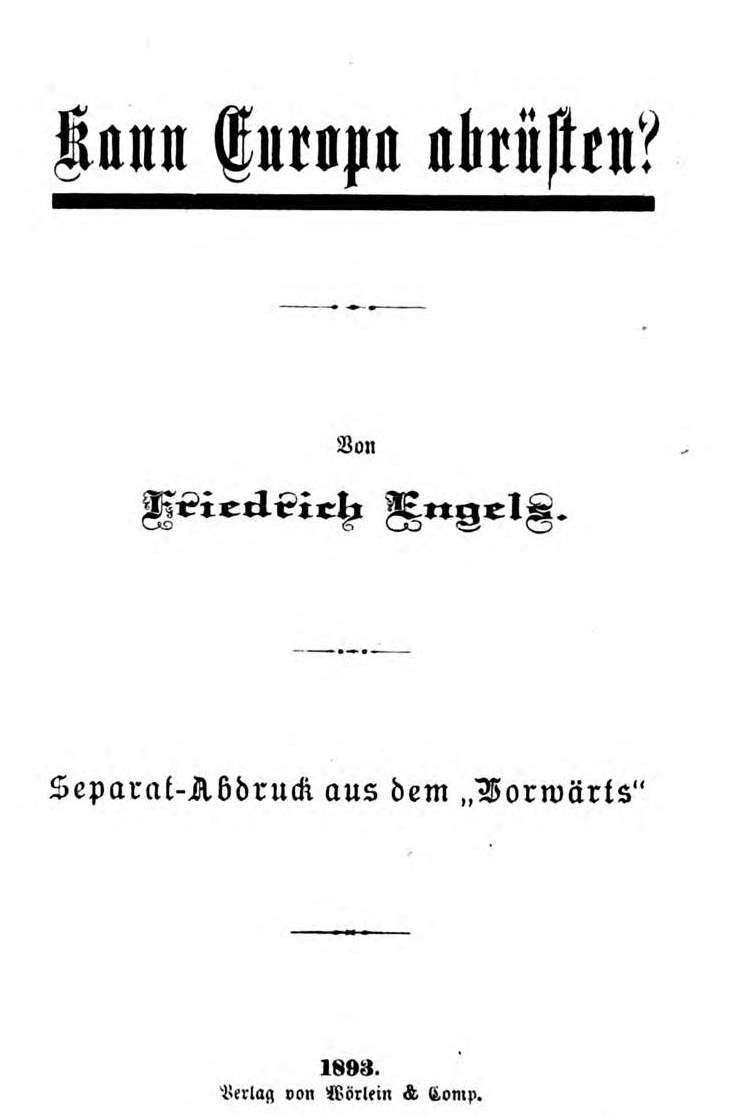
F. Engels im „Vorwärts“, Kann Europa abrüsten? Titelseite 1893
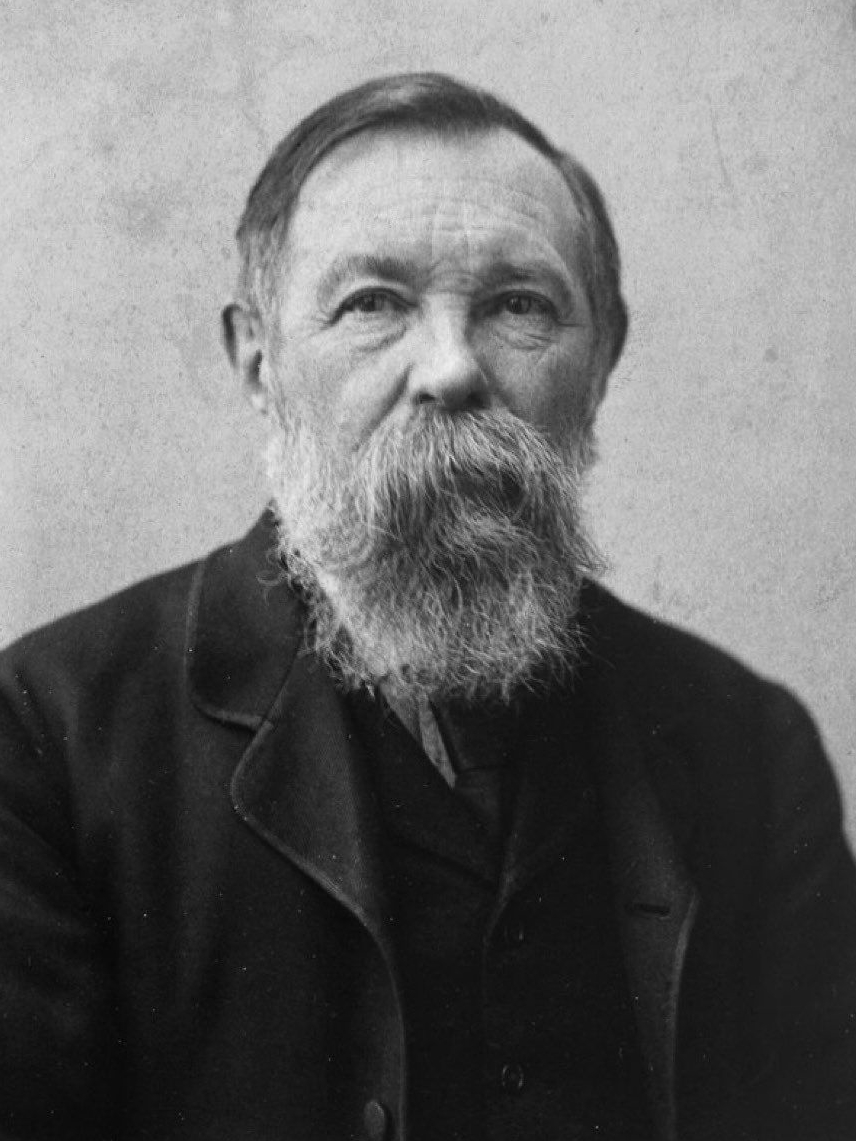
Friedrich Engels, Fotografie 1891

Engels’ wissenschaftliches Credo hieß außerdem: „Im Übrigen würde ich mich an den Grundsatz halten, dass die Militärwissenschaft, ebenso wie Mathematik und Geographie, keine besondere politische Meinung hat.“ Dabei waren Marx und Engels durchaus imstande, zwischen militärischen und diplomatisch-politischen Gesichtspunkten zu unterscheiden und lageabhängig dem Politischen den Vorrang zuzusprechen.

### Wissenschaftsdebatte und Ausbildung ab Mitte des 19.Jahrhunderts
In der Schweiz sah der Bundesrat bereits 1851 vor, am neu zu gründenden Polytechnikum einen Lehrstuhl für ‘Kriegswissenschaften’ zur Weiterbildung der Milizoffiziere einzurichten. Ab 1877 gab es dann eine militärwissenschaftliche Abteilung (‚Militärabteilung‘) am Eidgenössischen Polytechnikum Zürich an der Miliz- und Berufsoffiziere studieren konnten. Unterrichtet wurden neben Kriegsgeschichte, Strategie, Taktik und Heeresorganisation auch Ingenieurwissenschaften. 1898 wurde die Militärabteilung an der Eidgenössischen Technischen Hochschule in Zürich in eine eigenständige ETH-Abteilung umformiert. Mit dem Herbstsemester 1911 startete die erste ‘Militärschule’ für Instruktionsoffiziere der „fechtenden Truppengattungen“.
Die deutschen Kriegsakademien und die Kaiserliche Marineakademie sollten eine militärwissenschaftliche Ausbildung auf universitärem Niveau für die angehenden Admiral-/Generalstabsoffiziere durchführen. Die Ausbildung umfasste militärspezifische Fächer und Militärgeschichte sowie Ausbildungsanteile, mit Schwerpunkt Naturwissenschaften und Mathematik, um eine breite wissenschaftliche Ausbildung zu gewährleisten. Geistes- und Politikwissenschaften wurden kaum gelehrt.

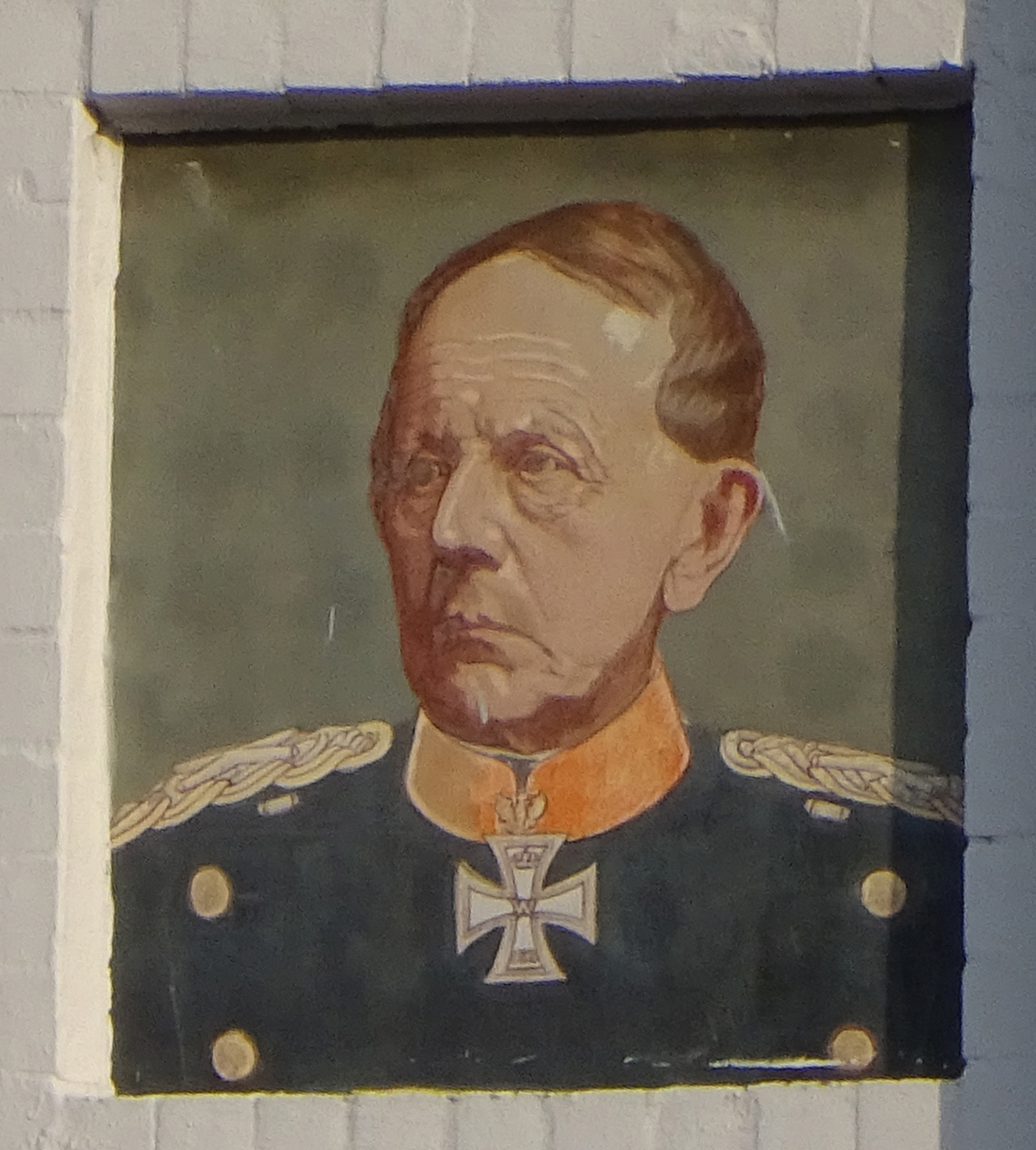
Helmuth von Moltke (1800–1891) Fassadendetail, Etagenhaus von 1886, Bei d. Friedenseiche, HH-Altona, 2014

Für Offiziere der Artillerietruppe und der Pioniertruppe wurde diese Ausbildung an der Vereinigten Artillerie- und Ingenieurschule, später Militärtechnische Akademie, durchgeführt, die einer Ingenieurausbildung einer technischen Hochschule gleichgestellt war. Der Festungsbau nahm, damals als ‚Fortifikationslehre‘ bezeichnet, eine außergewöhnlich wichtige Stellung ein. Ähnliches war an der US-amerikanischen Militärakademie Westpoint oder an der französischen École polytechnique für das Bauingenieurwesen bis weit ins 19. Jahrhundert festzustellen.
Im Laufe des 19. Jahrhunderts wurde jedoch in Preußen der militärfachliche und praktische Anteil des Studiums so zulasten wissenschaftlicher Fächer gestärkt, dass diese Ausbildung bis zum Ersten Weltkrieg formell zwar ihren wissenschaftlichen Anstrich beibehielt, inhaltlich jedoch auf den Fächerkanon ähnlich der Kriegsschule beschränkt wurde.
Die Sicht auf eine kompakte Wissenschaft vom Krieg wandelte sich merklich Mitte des 19. Jahrhunderts zu einer ablehnenden Haltung im deutschen Militär. Helmuth von Moltke dem Älteren (1800–1891) schreibt ein Zeitgenosse den Spruch zu: „Ich kenne wohl Eine Kriegskunst, aber nur eine Mehrzahl von Kriegswissenschaften.“ Jedoch wurde ab 1857 durch von Moltke eine eigene militärwissenschaftliche Abteilung im preußischen Generalstab gegründet, die mit Historikern, Statistikern und Geographen besetzt wurde.

### Wissenschaftsdebatte und Ausbildung im Militär des 20.Jahrhunderts

#### Deutsche Schule der Wehrwissenschaften der 1930er Jahre
Um die Begriffe ‚Militärwissenschaft‘ oder ‚Kriegswissenschaften‘ und (ab den 1930er Jahren) ‚Wehrwissenschaft‘ wird seither debattiert. Dabei wurde ‚Wehrwissenschaft‘ stets abgegrenzt von ‚Wehrkunde‘, die als Vermittlung von Elementarwissen verstanden wurde.
Die Anfänge einer deutschen Wehrwissenschaft gehen auf die im Januar 1929 gegründete Wehrwissenschaftliche Arbeitsgemeinschaft zurück, in der sich ehemalige Generale, Admirale und Offiziere in verschiedenen Arbeitsgruppen mit den Problemen der Entwicklung des Militärwesens und den militärischen Erfahrungen aus dem Ersten Weltkrieg (1914–1918) beschäftigten. Dieser folgte die Deutschen Gesellschaft für Wehrpolitik und Wehrwissenschaften, die ab dem 28. Juni 1933 die wissenschaftliche und publizistische Tätigkeit der Arbeitsgemeinschaft fortsetzte.
Hermann Franke (1878–1956) wurde zum Anfang der 1930er Jahre von der Deutschen Gesellschaft für Wehrpolitik und Wehrwissenschaften (DGWW) mit der Herausgabe eines „Handbuchs der neuzeitlichen Wehrwissenschaften“ beauftragt, um den ausführlichen Sachstand zu den Wehrwissenschaften in Deutschland darzulegen. Schließlich wird dort darauf hingewiesen, dass sich die Militärwissenschaft als System von Kenntnissen bereits im 18. Jahrhundert herausgebildet hat.
Karl Linnebach (1879–1961) bearbeitete 1939 als Militärhistoriker und Leiter der Arbeitsgemeinschaft ‘Kriegsphilosophie’ in der Deutschen Gesellschaft für Wehrpolitik und Wehrwissenschaften (DGWW) eine Vielzahl Sachbegriffe der Wehrwissenschaften.
Die deutsche Schule der Wehrwissenschaft war in der Mitte der 1930er Jahre etabliert; ihr Einfluss auf die sowjetische (russländische) Militärwissenschaft ist klar nachweisbar. Bei Karl Linnebach (1879–1961) wird im Jahr 1939 eine Definition zur Wehrwissenschaft gegeben, die beim Vergleich eine große Ähnlichkeit zum anderen Begriff – ‚Militärwissenschaft‘ – in der sowjetischen Militärenzyklopädie vierzig Jahre später ausweist.

#### Nachkriegsentwicklung mit Friedens- und Zivilklausel zur Friedens- und Konfliktforschung
Nach dem Zweiten Weltkrieg war das Verhalten durch einen eigentümlichen Widerspruch gekennzeichnet. Einerseits war alles Militärische suspekt. Gespeist aus leidvollen Kriegserfahrungen war ein wirklicher Antimilitarismus im Entstehen. Andererseits führte die ideologisch initiierte Systemauseinandersetzung zum militärischen Rüstungswettlauf.
Im Nachkriegs-Deutschland mussten entsprechend der im Besatzungsrecht der Alliierten enthaltenen Zivilklausel – bis auf Einzelfälle die Militärgeschichte betreffend – militär-/wehrwissenschaftliche Lehre und Forschung an den Hochschulen eingestellt werden.
Als komplementäre Entwicklung zu den Militärwissenschaften entstand die zivil ausgerichtete Konflikt- und Friedensforschung.
Einige (west-)deutsche Universitäten verabschiedeten als Fortsetzung der vorher durch die Alliierten erlassenen Zivilklausel in den 1950er Jahren Beschlüsse ihres Akademischen Senats zu einer ‚Zivil- oder Friedensklausel‘. Diese stellen jegliche militärische Forschung und Lehre unter Verbot oder unter Vorbehalt der Hochschulleitung, wie zum Beispiel 1986 an der Universität Bremen und ab den 2000er Jahren an mehr als 70 deutschen Hochschuleinrichtungen. Das fand 2022 seine Fortsetzung im Zusammenhang mit Auslandeinsätzen der deutschen Bundeswehr.

#### Militärtheoretische Elemente in der Ausbildung nach 1952
Während in anderen Ländern – zum Beispiel in der Schweiz seit 1877, in Frankreich und in den USA seit Beginn des 19. Jahrhunderts – die wissenschaftliche Hochschulausbildung für Offiziersanwärter der Regelfall war, wurde dies in Deutschland erst nach dem Zweiten Weltkrieg eingeführt. Zudem entwickelte sich im beginnenden ‚Kalten Krieg‘ ein praktisches Bedürfnis nach militärischem Denken.
Im Jahr 1952 entsteht in der Bundesrepublik eine Gesellschaft für Wehrkunde (GfW), später umbenannt in Gesellschaft für Wehr- und Sicherheitspolitik (GfW, 1990), nachfolgend in Gesellschaft für Sicherheitspolitik (GSP, 2014).
In den 1970er Jahren wurde für Offiziersanwärter das Studium an den Universitäten der Bundeswehr (in Hamburg ab 1972; in München ab 1973) eingeführt.
In der DDR wurde im Jahr 1952 zur wehrpolitischen und vormilitärischen Ausbildung die Gesellschaft für Sport und Technik (GST) gegründet.
Die Heranbildung zum Offizier wurde in der DDR ab 1956 an Offiziersschulen der NVA (ab 1963 zusammengefasst nach Teilstreitkräften an zentralisierten Standorten) durchgeführt. Mit der Zuerkennung des Hochschulstatus’ im Jahr 1971 und der Umwandlung in Offiziershochschulen der Teilstreitkräfte und der Grenztruppen der DDR war das Diplomrecht – jedoch nicht für Militärwissenschaft – übertragen worden.
Mit der Gründung der Militärakademie der NVA wurde 1959 die militärwissenschaftliche Arbeit in Dresden institutionalisiert. Nach 1965 kamen am Standort das Institut für Mechanisierung und Automatisierung der Truppenführung (IMAT) der NVA, die Sektion/Fakultät Militärisches Transport- und Nachrichtenwesen an der Hochschule für Verkehrswesen (ab 1971) und die Militärbibliothek der DDR (ab 1972) hinzu.

#### Militärwissenschaftliche Ausbildung in den USA

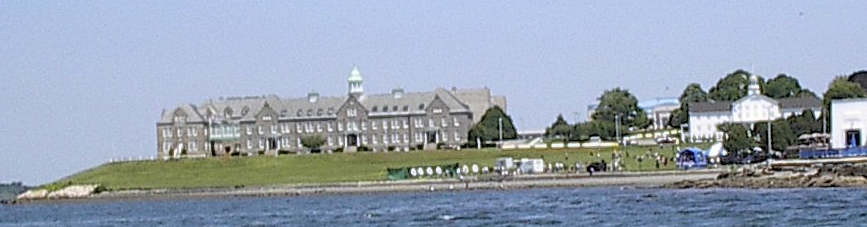
Naval War College in den Vereinigten Staaten

In den Vereinigten Staaten wird Military Science als Nebenfach an Universitäten meist im Rahmen des Reserve-Officer-Training-Corps-Programms gelehrt.
Entstanden sind diese Fakultäten meist aufgrund des Moril-Act im 19. Jahrhundert. Für neu zu gründende Hochschulen, sogenannte Land-Grant-Universitäten erhielten die Bundesstaaten Land vom Staat, mussten dafür jedoch eine militärische Ausbildung einführen und ein Kadettenkorps unterhalten. Entsprechend ist die Lehre und Forschung dort anwendungsspezifisch auf die Ausbildung von Offiziersanwärtern ausgerichtet.
An den verschiedenen War Colleges der Streitkräfte der Vereinigten Staaten kann meist der akademische Grad eines Master of Arts in Military Science erworben werden. Diese War Colleges führen auch Grundlagenforschung in verschiedenen Gebieten der Militärwissenschaften durch. Verschiedene höhere Ausbildungsstätten von NATO-Streitkräften haben sich 2008 zur International Society of Military Sciences zusammengeschlossen. Forschung betreiben die verschiedenen Zentren für strategische Studien.

#### Militärgeschichte und Wehrwissenschaften nach 1950
Eine Ausnahmeerscheinung in der deutschen Hochschullandschaft der Nachkriegszeit war die Westfälische Wilhelms-Universität Münster, die Werner Hahlweg (1912–1989) eine Dozentenstelle (Ende 1950) und später eine außerordentliche Professur (1957) in Geschichte bereitstellte, da Militärgeschichte nicht gelehrt werden durfte. Ab 1969 war er ordentlicher Professor für Militärgeschichte und Wehrwissenschaften am Historischen Seminar. Die Universität war noch im Jahr 1977, ein Jahr vor der Hahlwegs Emeritierung, als einzige (west-)deutsche Hochschule mit einem Lehrstuhl für Militärgeschichte und Wehrwissenschaft ausgestattet.
Von Beginn an war die militärwissenschaftliche Arbeit von Werner Hahlweg auf Clausewitz und dessen Werk Vom Kriege sowie die Vorbereitung von Neuauflagen (1952, 1966, 1972) gerichtet. Die Wehr- und Militärwissenschaften boten die notwendige Fachgrundlage zu seinen sachgerechten Kommentaren und Anmerkungen. Hahlweg betonte die Notwendigkeit einer interdisziplinären Arbeit und einer Einbeziehung der Forschungsergebnisse des Ostens sowie der Beschäftigung mit Marx, Engels und Lenin zu militärtheoretischen Fragen. Auf diese Weise gelangte Hahlweg zu der Überzeugung, dass die Militärwissenschaft eine notwendige Hilfswissenschaft der Militärgeschichte ist.
„Der Militärhistoriker muss sie [die Militärwissenschaft] in der Tat dort beherrschen, wo es sein Gegenstand erfordert. Umgekehrt ist freilich die Militärgeschichte eine unerlässliche Hilfswissenschaft der Militärwissenschaft: […] um nicht bereits vorliegende Erfahrungen immer wieder aufs Neue machen zu müssen.“
Werner Hahlweg erkannte zwischen Militärwissenschaft und Militärgeschichte grundsätzlich eine dialektische Einheit bei lediglich verschiedenem Ansatz- und Schwerpunkt.

#### Militärwissenschaftliche Ausbildung in der DDR 1956–1990

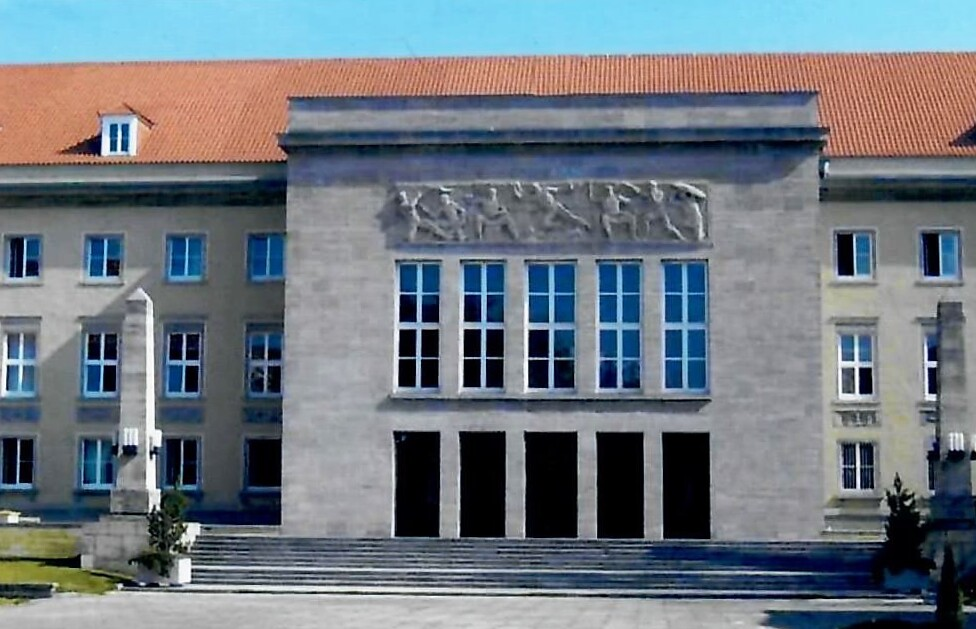
Hauptgebäude mit Portal, ehem. Militärakademie „Friedrich Engels“, Dresden-Strehlen (2009)

Zum institutionellen Zentrum der militärwissenschaftlichen Arbeit in der DDR wurde die Militärakademie „Friedrich Engels“ der NVA in Dresden bestimmt. Erstmals kam die Wissenschaftsdisziplin Militärwissenschaft für deutsche Hochschulen als kompaktes theoretisches, methodologisches und organisatorisches Wissenschaftsgebäude in Gebrauch.
Darüber hinaus waren (Sozial-)Gesellschafts- und Technikwissenschaften an dieser Militärakademie vertreten.
Als militärische Hochschuleinrichtung war sie nach der Gründung mit dem Recht ausgestattet, für die Wissenschaftsdisziplin ‘Militärwissenschaft’ das Diplom (Dipl. rer. mil. bis 1975, Dipl.-Mil.) sowie für andere Disziplinen den Dipl.-Ges. und Dipl.-Ing. zu verleihen. Daneben erhielt die Militärakademie im April 1962 vom Minister für das Hoch- und Fachschulwesen das Promotions-recht für den Doktor eines Wissenschaftszweiges (Dr. rer. mil., Dr. rer. pol., Dr. oec., Dr. phil., Dr.-Ing.) sowie für den Doktor der Wissenschaften (Dr. sc. mil., Dr. sc. pol., Dr. sc. phil., Dr. sc. oec., Dr. sc. techn.).
In den Anfangsjahren der Militärakademie gelangte mit der sowjetischen Militärwissenschaft ein dogmatisiertes weltanschauliches Fundament in die Lehrmeinung, das bis in die erste Hälfte der 1980er Jahre im militär-theoretischen Denken in der DDR unangetastet blieb. Ihre Hauptprämissen waren:
- Die militärwissenschaftliche Forschung richtet sich auf die Konturen eines möglichen Krieges, die Modelle moderner Kampfhandlungen sowie der Führung der Truppen im Koalitionsbestand.
- Die marxistisch-leninistische Lehre vom Krieg und von den Streitkräften ist methodologische und weltanschauliche Grundlage.
- Die Militärwissenschaft der NVA ist eine parteiliche Wissenschaft; sie ist gestützt auf SED-Beschlüsse.
- Die Unterscheidung sozialistische versus bürgerliche Militärwissenschaft.

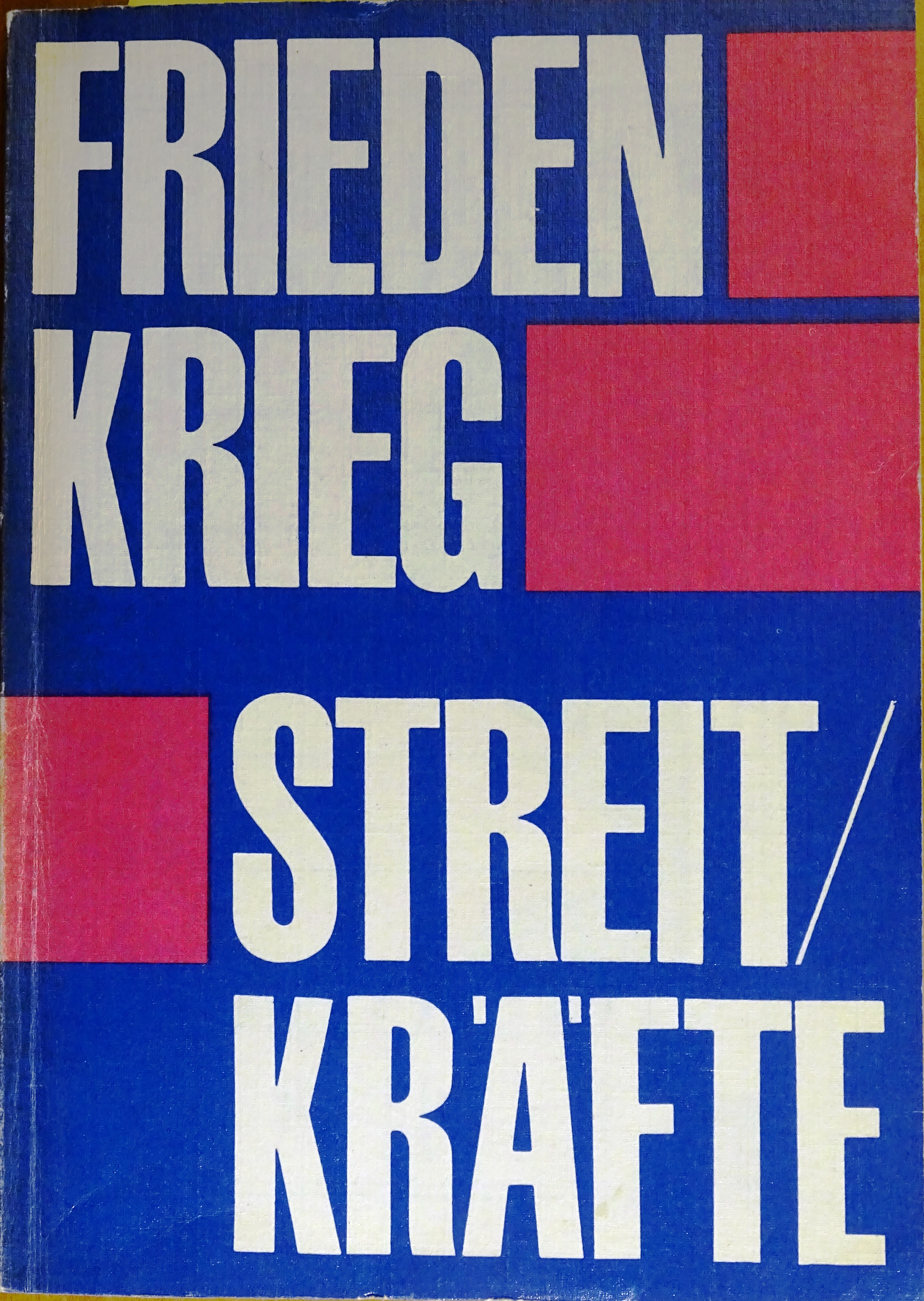
Frieden Krieg Streitkräfte hrsg. 1989, ab 1983 Paradigmenwechsel
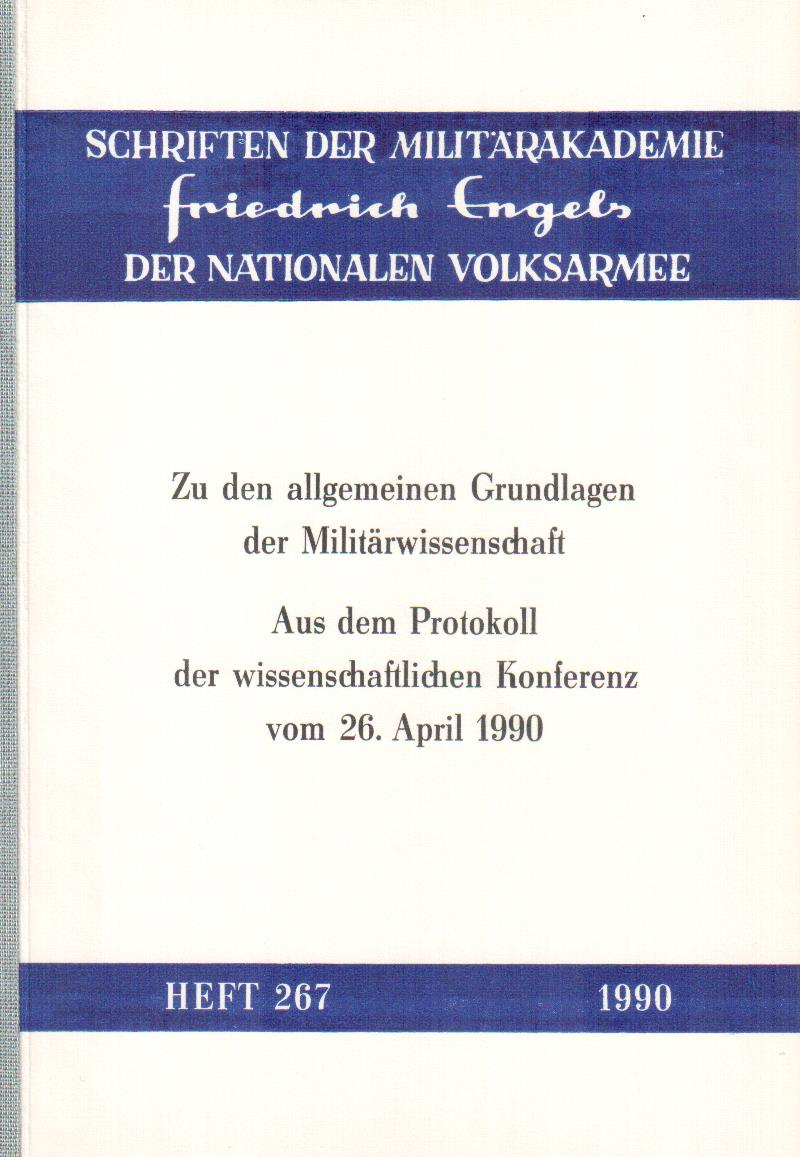
Umschlag H. 267/1990, Zu den allg. Grundlagen der Militärwissenschaft
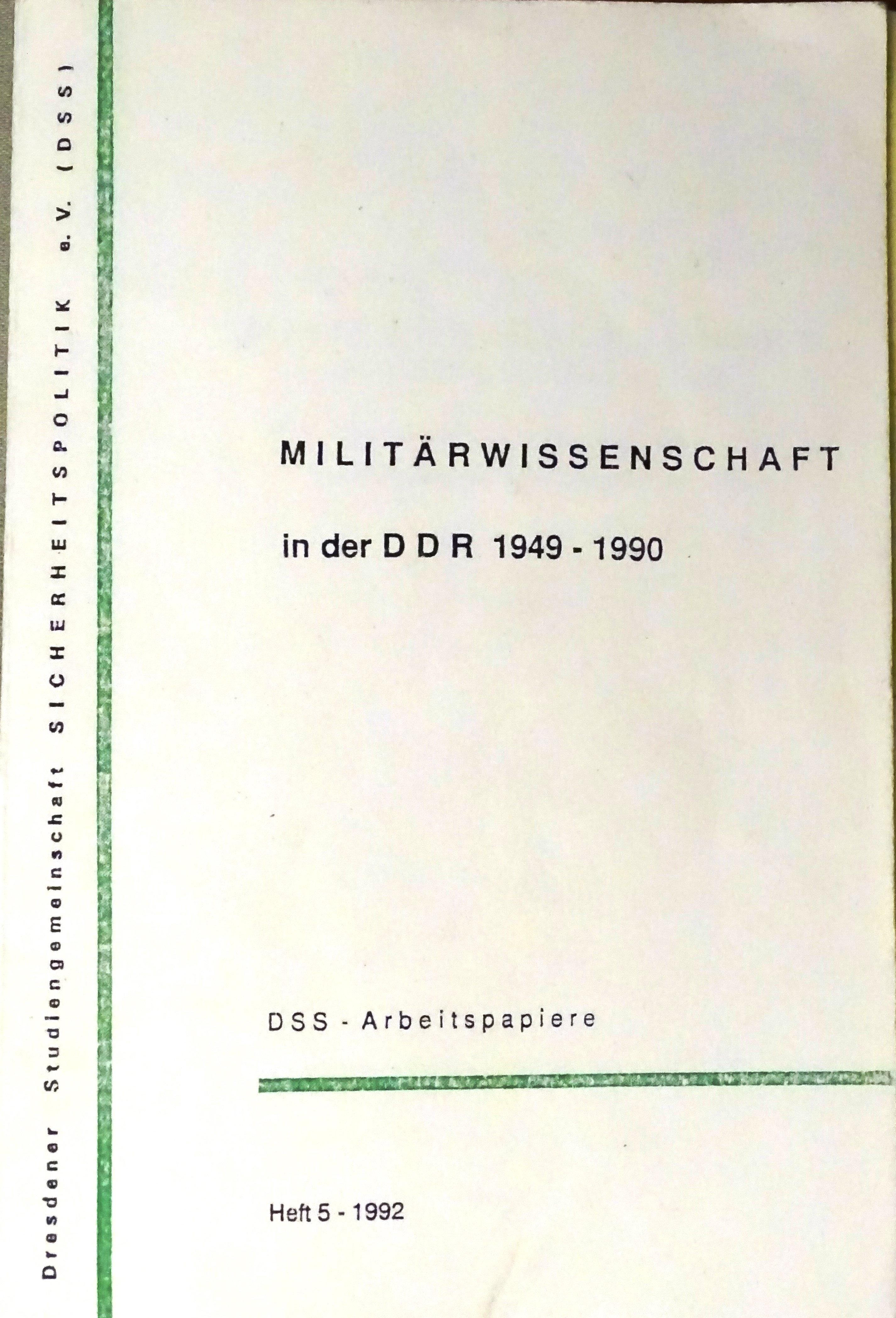
Umschlagtitel H. 5/1992 Militärwissenschaft in der DDR 1949–1990
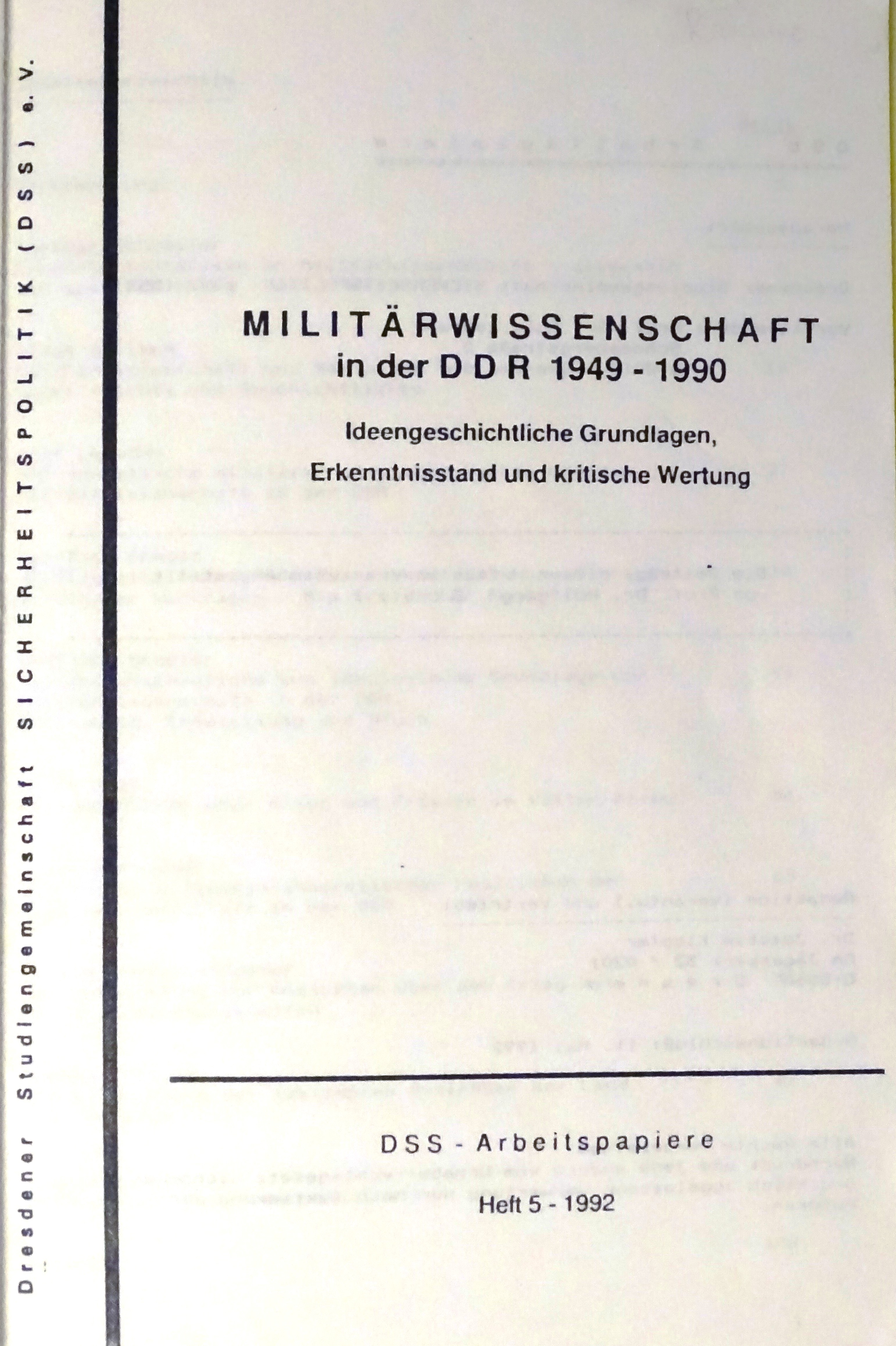
Titelblatt Heft 5/1992 Militärwissenschaft in der DDR 1949–1990

Die weltanschauliche Grundlage des militärtheoretischen Denkens in der DDR erfuhr Anfang der 1980er Jahre eine fundamentale Umwälzung – einen Paradigmenwechsel. Zunehmend wurde die einseitige Orientierung der Militärwissenschaft auf das alleinige Objekt – den Krieg – sowie die Kriegskunst und deren Bestandteile Strategie und Operative Kunst hinterfragt. Die Friedensbewahrung und Kriegsverhinderung verlangten, die allgemein-theoretischen Grundlagen für eine ‘DDR-Militärwissenschaft‘ neu zu formulieren und loszulösen vom Gefüge der sowjetischen Militärwissenschaft.

### Militärwissenschaftliche Ausbildung im 21.Jahrhundert

#### Verbreitung von militärwissenschaftlichem Gedankengut
Nicht zufällig findet sich die militärwissenschaftliche Begriffswelt Clausewitz’ in Studiengängen anderer gesellschaftlicher Bereiche (wie Wirtschaft, Unternehmensführung, Marketing) adaptiert wieder. In der Literatur, z. B. beim Strategieinstitut der Boston-Consulting-Group, sind Werbefeldzüge, Preisoffensiven, strahlende Sieger, schnelle Rückzüge, strategisches Geschick solche prägnanten betriebswirtschaftliche Vorteilsbegriffe mit militärischem Anklang.
In Frankreich verabschiedet nicht nur die traditionsreiche Militärakademie Ecole Militaire als akademisches Ausbildungsinstitut in Paris jährlich Absolventen, sondern seit dem Jahr 2002 auch die nahe gelegene private Schule für den Wirtschaftskrieg (Ecole de Guerre Economique), um Fachleute für den Kampf um globale Märkte auszubilden.

#### Militärwissenschaftliche Ausbildung in Deutschland
In der Bundesrepublik Deutschland blieb es bislang beim erklärten Verzicht auf ein gemeinsames Gebäude für Militärwissenschaften.
Die Führungsakademie der Bundeswehr ist, im Gegensatz zu ähnlichen Ausbildungseinrichtungen im Ausland (z. B. zum Naval War College), bis heute keine Hochschule und kann damit keine akademischen Grade vergeben.
Heute kann in Deutschland nur an der Universität Potsdam der Master-Studiengang in War and Conflict Studies (vormals Military Studies) studiert werden. An dieser Universität ist auch ein Lehrstuhl für Militärgeschichte/Kulturgeschichte der Gewalt eingerichtet.
Militärgeschichte kann man als Schwerpunktstudium oder als Nebenfach im Geschichtsstudium an einigen Universitäten studieren. Außerdem bietet die komplementär zu den Militärwissenschaften entstandene, zivilgesellschaftlich ausgerichtete Konflikt- und Friedensforschung Studienmöglichkeiten an.

#### Internationale militärwissenschaftliche Forschung
Einige höhere Ausbildungsstätten von Streitkräften haben sich im Jahr 2008 zur ISMS ‘International Society of Military Sciences’ (deutsch – Internationale Gesellschaft für Militärwissenschaften) zusammengeschlossen.
Ein Ergebnis internationaler interdisziplinärer Projektarbeit und Forschung ist 2017 und 2020 mit dem „Handbook of Military Sciences“ (’Handbuch der Militärwissenschaften’) vorgelegt worden. Dieses Open-Access-Handbuch ist ein Nachschlagewerk auf dem Gebiet der Militärwissenschaften, das aus der interdisziplinären Sicht von mehr als 50 Autoren über die Rolle und die Beiträge der Wissenschaft bei der Beschreibung, dem Verständnis und der Erklärung des militärischen Lebens, Wissens und Handelns informieren kann.
Sicherheitspolitische Forschung betreiben die verschiedenen internationalen Zentren für Strategische Studien.

## Begriffe der Militärwissenschaft

### Rolle der Streitkräfte in der Militärwissenschaft
Im engen Zusammenhang mit der Anwendung von bewaffneter Gewalt durch Klassen, Völker, Staaten, Nationen, Koalitionen hat sich die Militärwissenschaft entwickelt. Als ihr bedeutendstes Erkenntnisobjekt haben sich in einem langen historischen Prozess die Streitkräfte gezeigt und empfohlen. Die Militärwissenschaft teilt dieses Objekt mit anderen Wissenschaftsdisziplinen.
Den Gegenstand der Militärwissenschaft, die Streitkräfte sowie deren Gebrauch in unterschiedlichen politischen Situationen (Lagen) wissenschaftlich zu bearbeiten heißt: Beschreiben, Erklären, Vorhersagen, Beeinflussen und Verändern.
Wie bei jeder Wissenschaft sollten die Wissenschaftskriterien Prägnanz, Überprüfbarkeit, Ordnung und Systematik Anwendung finden. Die wissenschaftliche Praxis erfordert, das Kriterium intersubjektive Verständlichkeit umzusetzen und mit abgestimmten eindeutigen Begrifflichkeiten zu arbeiten. Diesem Anliegen sind die Folgeabschnitte zur Begriffsherkunft gewidmet.

### Taktische, operative und strategische Streitkräfteformationen
Die Strukturelemente der Streitkräfte (militärischen Formationen) sind entsprechend der üblichen Systematik im Wissenschaftszweig Theorie der Kriegskunst (kurz: Kriegskunst) in drei Ebenen eingeordnet: in die strategische Ebene – adäquat zur (Militär-)Strategie; in die operative Ebene – adäquat zur Operativen Kunst; in die taktische Ebene – adäquat zur Taktik. Bei der tatsächlichen Benennung der militärischen Formationen sind in der Streitkräftepraxis Abweichungen, Kombinationen und Begriffsüberschneidungen festzustellen.
Siehe Strukturelemente in den Streitkräften

### Definition ‘Militärwissenschaft’ – im Zeitenwandel

#### Meyers Konversations-Lexikon, ‚Militärwissenschaften‘ – 1890
Aus dem 19. Jahrhundert gibt es keine einheitliche ausführliche Definition für Kriegs-/Militärwissenschaften. Meyers Konversations-Lexikon schreibt:

„Kriegswissenschaften, Militärwissenschaften: Alles, was sich auf die Kunst, Wissenschaft und Geschichte des Krieges bezieht. Eine systematische Entwicklung der Gesetze der Kriegskunst umfasst die Lehre von den Kriegszwecken (Kriegspolitik), von den Kriegsmitteln (Organisation, Verwaltung, Bewaffnung und Ausrüstung der Truppen, Festungen, Marine etc.) und, auf beides gestützt, die Lehre von der Anwendung der Kriegsmittel zur Kriegsführung. Diese zerfällt in die Strategie (Leitung des Kriegs im großen) und die Taktik (Ausführung der einzelnen Anordnungen durch die Märsche und Gefechte der Truppen). Beide schöpfen ihre Lehren aus der Kriegsgeschichte. Neben diesen eigentlichen Kriegswissenschaften sind die anderen nur Hilfswissenschaften, die Fortifikation, Waffenlehre etc. Als solche bezeichnet man auch diejenigen Teile anderer Wissenschaften, deren Kenntnis dem Militär nötig ist, und spricht daher von einer Militärgeographie, von militärischem Aufnehmen etc. Zahlreiche Einzelschriften und Sammelwerke behandeln einzelne oder alle Teile der Militärwissenschaften; eines der größten älteren Sammelwerke ist die in Berlin von 1828 bis 1840 in 12 Bänden erschienene ´Handbibliothek für Offiziere oder populäre Kriegslehre für Eingeweihte und Laien´.“

#### Karl Linnebach, ‘Wehrwissenschaften’ – 1939
Karl Linnebach (1879–1961) bearbeitete 1939 als Militärhistoriker und Leiter der Arbeitsgemeinschaft ‘Kriegsphilosophie’ in der Deutschen Gesellschaft für Wehrpolitik und Wehrwissenschaften (DGWW) eine Vielzahl Sachbegriffe der Wehrwissenschaften.
Die Wissenschaftsdefinition im Auftragswerk von Karl Linnebach aus dem Jahr 1939 ist aufschlussreich für den Vergleich mit einem ähnlichen Text in der ’Sowjetischen Militärenzyklopädie’.

„Wehrwissenschaften ist der nach dem Weltkrieg aufgekommene Name für die Gesamtheit der Wissenschaften vom Kriege, von der Kriegführung und von der Vorbereitung auf den Krieg. Ihr Gegenstand ist: 1. Die Gesamterscheinung des Krieges. 2. Jede auf den Krieg gerichtete Tätigkeit des Volkes, der Wehrmacht und der Regierung, die Gesamtheit der Dinge, Kräfte und Verhältnisse, die der Krieg berührt. 3. Raum und Zeit in ihrer Beziehung auf Krieg, Kriegführung und Vorbereitung des Krieges. … Die W. sind ein selbständiges Wissenschaftsgebiet.“

#### Michail W. Smirnow, ‘Militärwissenschaft’ – 1961
In der Sowjetunion (UdSSR) galt in den 1960er Jahren folgende Ansicht:

„Folglich ist die Militärwissenschaft ein einheitliches System unserer Kenntnisse über die Vorbereitung und Führung des bewaffneten Kampfes zur Verteidigung des Sowjetunion vor einer imperialistischen Aggression. … Gestützt auf die objektiven Gesetze des bewaffneten Kampfes, erforscht die sowjetische Militärwissenschaft Probleme der wirtschaftlichen sowie politisch-moralischen Möglichkeiten des eigenen Landes wie auch des Gegners. … Sie studiert die Probleme der Ausrüstung und Technik, erarbeitet die Methoden und Formen des bewaffneten Kampfes, die Grundlagen des Aufbaus, der Ausbildung und Erziehung der Streitkräfte und befasst sich auch mit den Fragen der allseitigen Sicherstellung der Streitkräfte im Krieg.… Deshalb umfasst die sowjetische Militärwissenschaft nicht nur die Theorie der Kriegskunst, das heißt die Fragen der Strategie, Operativen Kunst und Taktik, sondern auch die Fragen der ökonomischen und politisch-moralischen Möglichkeiten des Landes sowie deren Einfluss auf Vorbereitung, Verlauf und Ergebnisse des bewaffneten Kampfes. Außerdem umfasst sie noch eine Reihe anderer Disziplinen.“

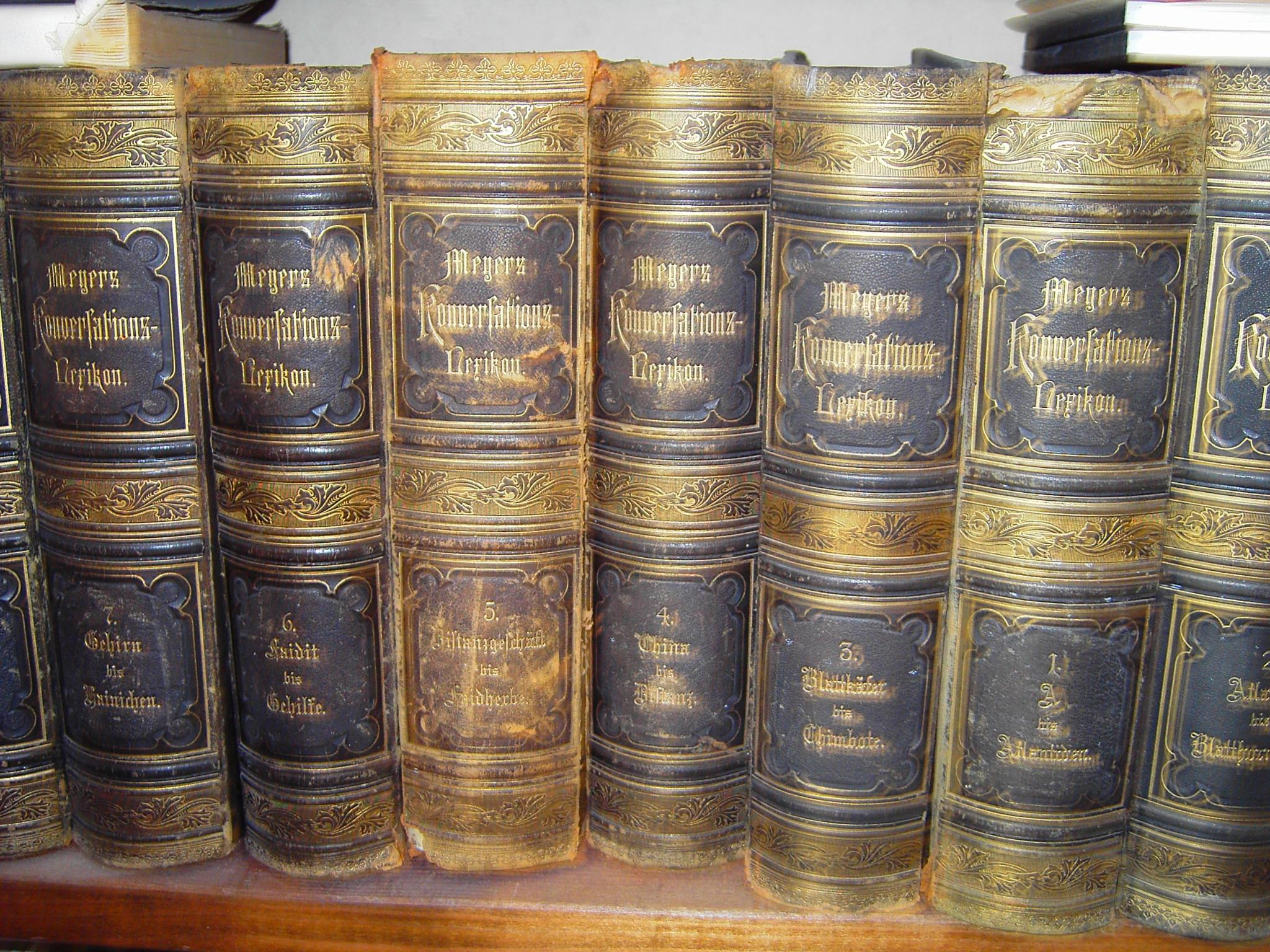
Meyers Konversations-Lexikon, 1885
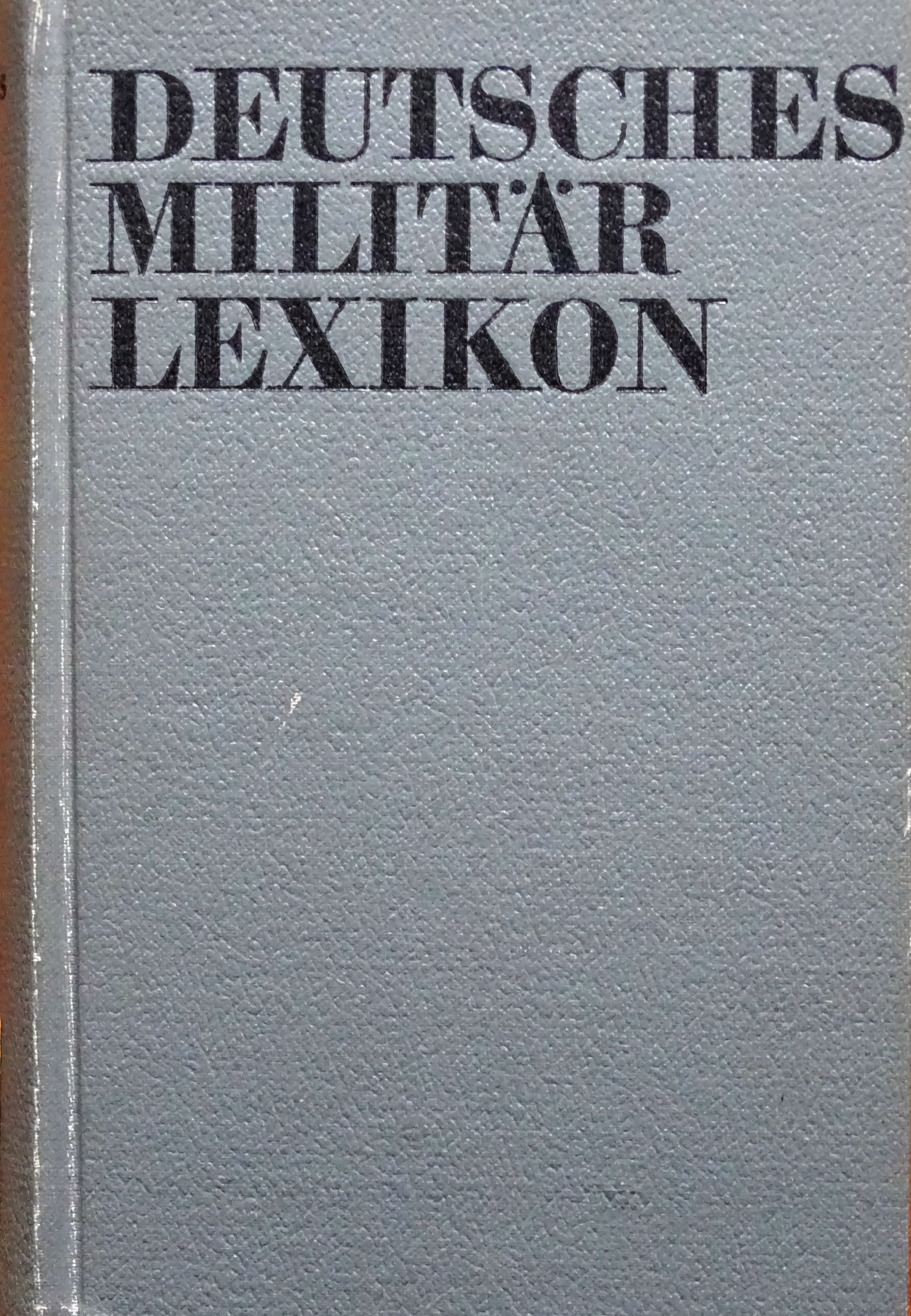
Deutsches Militärlexikon, Umschlagtitel, 1961
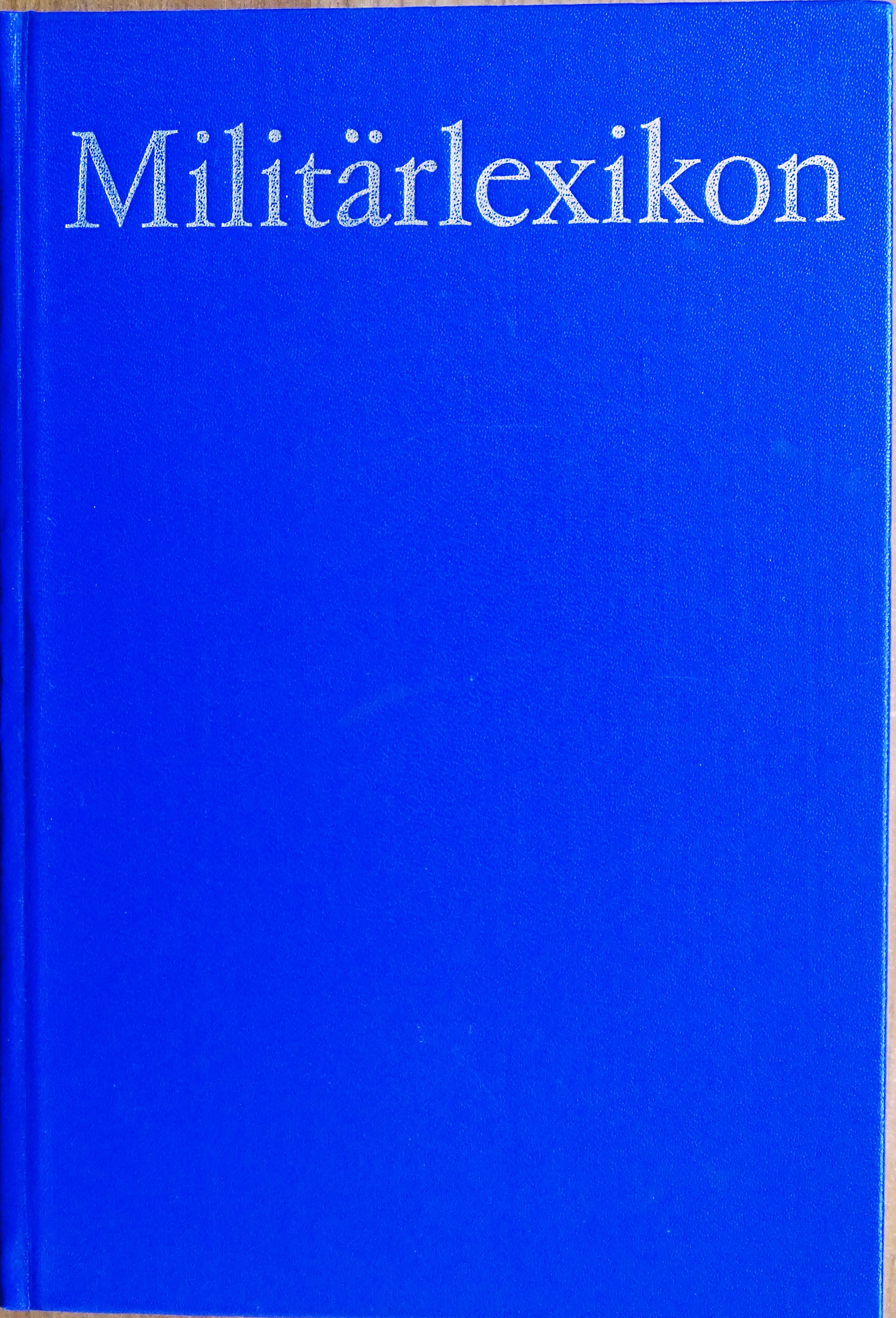
Militärlexikon, Umschlagtitel, 1973
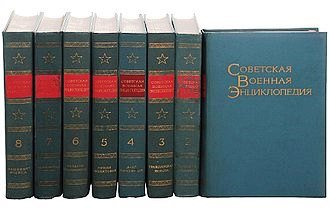
mehr. Bde. – Sowjet. Militärenzyklopädie
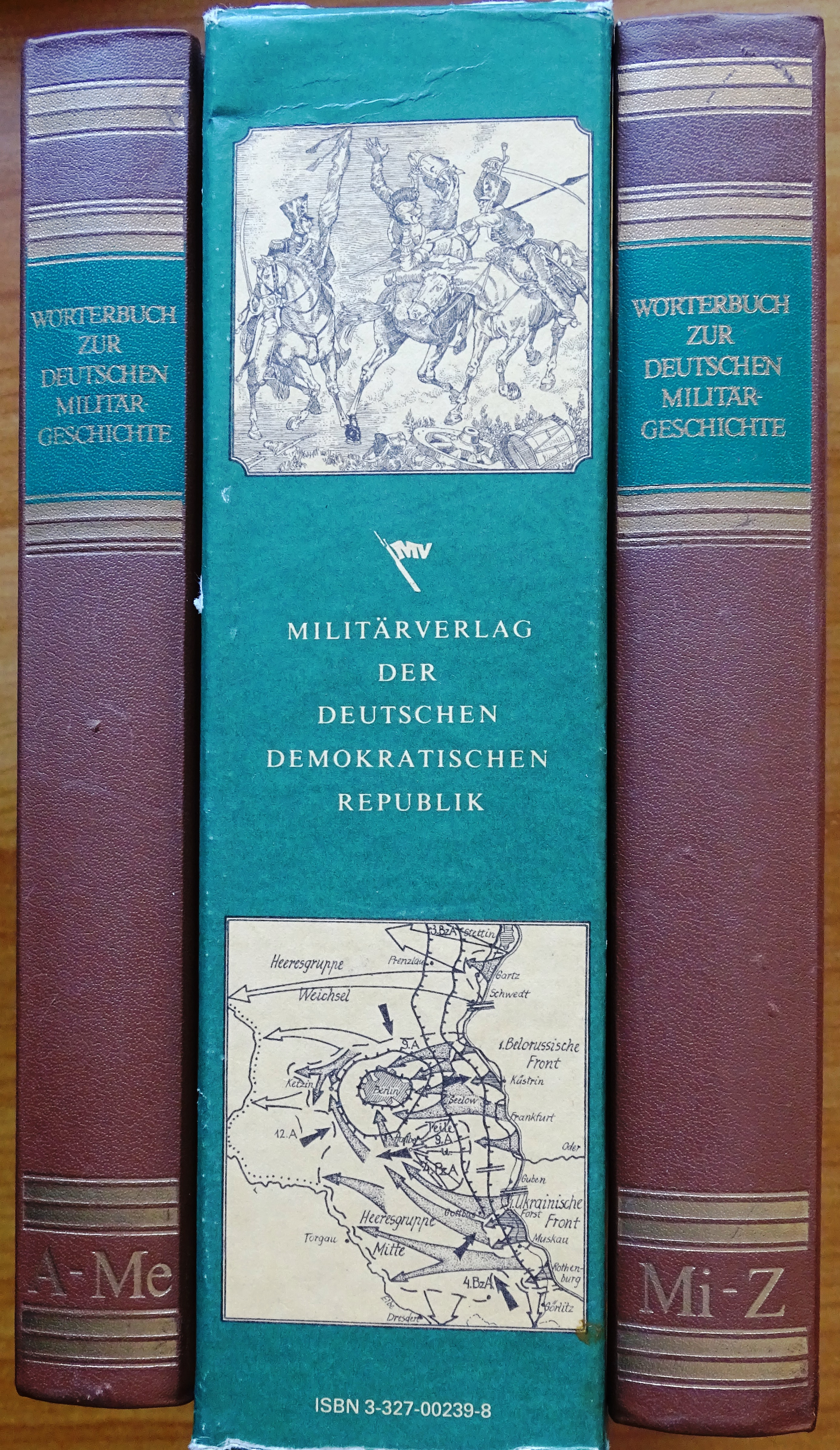
Wörterbuch d. deutschen Militärgeschichte, 1987
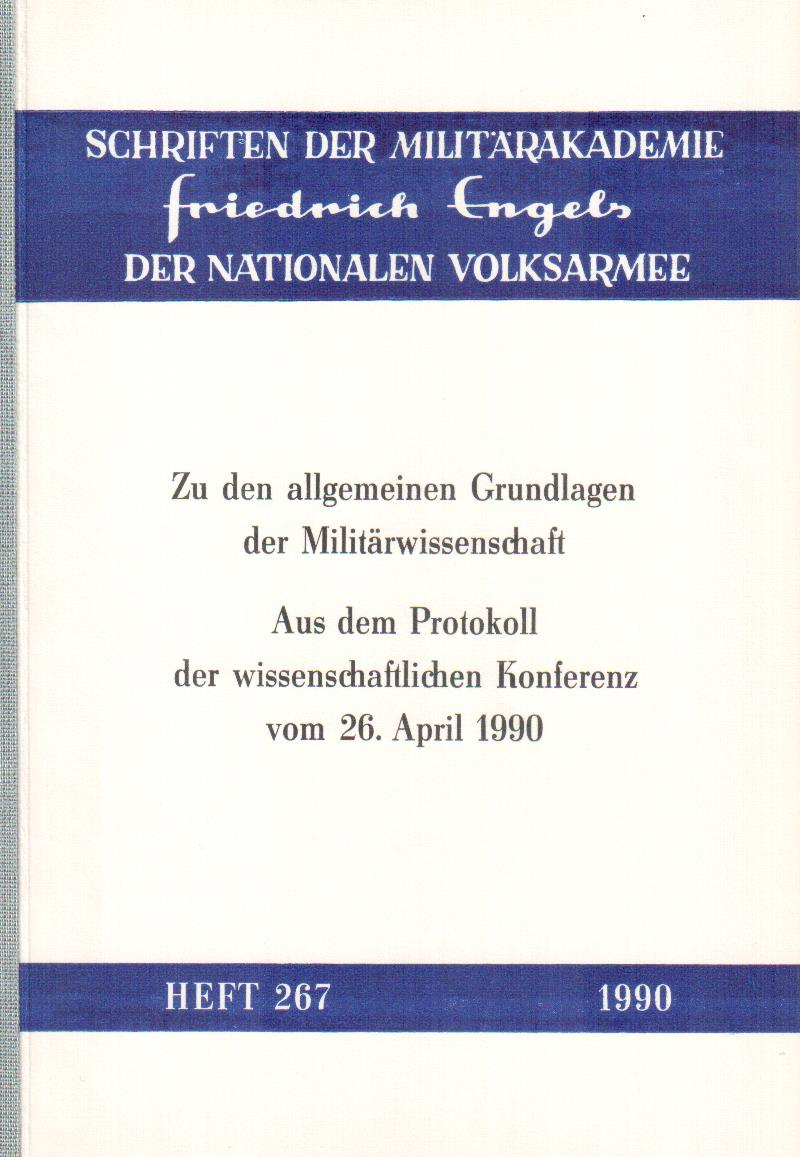
Schriften d. Militärakad. F. Engels, H. 267, 1990

#### Deutsches Militärlexikon, ‘Militärwissenschaft’ – 1961
Die früheste Ausgabe des ‘Deutschen Militärlexikons’ äußert knapp:

„Militärwissenschaft; russisch – Военная наука: „Bestandteil der Gesellschaftswissenschaften. Die M. [Militärwissenschaft] erforscht die Gesetze der Vorbereitung und Führung des bewaffneten Kampfes. Die sozialistische M. [Militärwissenschaft] umfaßt die allgemeine Theorie (die allgemeinen Grundlagen) der M. [Militärwissenschaft], die Theorie der Kriegskunst, die Militärgeschichte, die Theorie der Ausbildung, die Theorie der Organisation der Streitkräfte, die Militärgeographie und die militärtechnischen Wissenschaften.“

#### Militärlexikon des Militärverlags, ‘Militärwissenschaft’ – 1973
Die neubearbeitete Ausgabe des ‘Militärlexikons’ fasst zusammen:

„Militärwissenschaft: Gesamtheit von Gesetzesaussagen über den Krieg als organisierten bewaffneten Kampf, über die an ihm teilnehmenden Kräfte und Mittel sowie von wissenschaftlichen Erkenntnissen über die Prinzipien, Formen und Methoden der Vorbereitung und Führung des Krieges.“

#### Brockhaus, ‘Wehr-, Militär-, Kriegswissenschaften’ – 1974
Im ‘Brockhaus’ ist die allgemeinste Definition der Wissenschaftsdisziplinen gegeben, allerdings ausschließlich auf die Tätigkeit bezogen und nicht auch auf deren Resultat. Demnach sind

„Wehrwissenschaften, Militärwissenschaften, Kriegswissenschaften ein Sammelbegriff für wissenschaftliche Arbeiten und Forschungen zu Wehrfragen.“

#### Sowjetische Militärenzyklopädie, ‘Militärwissenschaft’ – 1979
In der Sowjetunion und nachfolgend in den Staaten des Warschauer Vertrages galt aus sozialistischer (marxistisch-leninistischer) Sicht folgende sowjetische (russländische) Definition:

„Militärwissenschaft – [russisch] Военная наука – ein System von Kenntnissen über die Gesetze und den Charakter des Krieges, die Vorbereitung der Streitkräfte und des Landes auf den Krieg und die Methoden der Kriegführung. Die M. [Militärwissenschaft] untersucht gemeinsam mit anderen Wissenschaften den Krieg als komplizierte sozialpolitische Erscheinung. ... Hauptgegenstand ihrer Untersuchung ist der bewaffnete Kampf im Krieg.“

#### Wörterbuch zur deutschen Militärgeschichte, ‘Militärwissenschaft’ – 1987
In einem zehnseitigen Artikel zum Lemma ‘Militärwissenschaft’ heißt es:

„Militärwissenschaft: Wissenschaft zur Gewinnung von Erkenntnissen über den Charakter und die Gesetze des Krieges, insbesondere des bewaffneten Kampfes im Krieg, über die Vorbereitung der Streitkräfte und des Landes auf den Krieg und die Methoden der Kriegführung.“

#### Schriften der Militärakademie, ‘Militärwissenschaft’ – 1990
Ab Mitte der 1980er Jahre wurden die allgemein-theoretischen Grundlagen für eine DDR-Militärwissenschaft neu zu formuliert, losgelöst vom Gefüge der sowjetischen Militärwissenschaft. Das Resümee einer Wissenschaftlichen Konferenz im April 1990 an der Militärakademie ‘Friedrich Engels’ in Dresden zur Militärwissenschaft lautete:
- Die Militärwissenschaft wird angesehen als die Gesamtheit wissenschaftlicher Erkenntnisse über Streitkräfte und ihren Gebrauch im Frieden, bei Krisenlagen und in Konflikten zur Erreichung politischer Zielstellungen.
- Gegenstand der Militärwissenschaft sind diese Streitkräfte sowie deren Gebrauch in unterschiedlichen politischen Situationen (Lagen).[81]
- Erkenntnisobjekt sind also die Streitkräfte. Die Militärwissenschaft teilt dieses Objekt mit anderen Wissenschaftsdisziplinen. Sie unterscheidet sich von anderen Disziplinen, indem sie dieses Objekt von einem bestimmten Standpunkt aus erforscht.
- Hauptaufgabe der Militärwissenschaft soll darin bestehen, einen Beitrag zur Friedenserhaltung und Neugestaltung des Friedens, zur militärischen Vertrauensbildung und kooperativen Sicherheit sowie Demilitarisierung der internationalen Beziehungen und der Gesellschaft zu leisten.

#### Andreas Stupka, Dissertation, Wien, ‘Militärwissenschaften’ – 2010
Eine Definition aus dem ersten Jahrzehnt des 21. Jahrhunderts findet sich in der Dissertation (2010) des österreichischen Offiziers Andreas W. Stupka mit folgendem Wortlaut:

„Unter den Militärwissenschaften ist die Gesamtheit aller wissenschaftlichen Erkenntnisse über die Verwendung und den „Einsatz“ von Streitkräften zu verstehen. Dabei wird einerseits die Begründungsdimension militärischen Handelns, das Phänomen des Krieges und seiner Ursachen, das strategische Handeln des politischen Gemeinwesens zur Überlebenssicherung im Sinne von Friedenssicherung und dem Schutz des Lebensraumes sowie der gesamte Bereich der dafür notwendigen Wehrhaftigkeit untersucht. Andererseits ist die Aufgabe der Militärwissenschaften die systematische Gewinnung anwendungsorientierter Erkenntnisse für das Instrument Militär selbst, dessen Vorbereitung auf den Einsatz, die Ausbildung und Erziehung der Soldaten, die militärischen Führungsweisen und die technischen Parameter militärischen Handelns in Frieden und Einsatz.“

### Resümee zur Wissenschaftsdebatte
Sicherheitspolitik und (Verteidigungs-)Militärpolitik und sind ihrem Wesen nach zweifellos ideologierelevant. Wissenschaftsgegenstände und deren Struktur mit Ausblick in die Zukunft zu entwickeln, heißt die Machtfrage zu stellen. Heftige Polemiken und Kontroversen sind zu erwarten, sollte der Anspruch erhoben werden, eine Wissenschaftsdisziplin neu zu ordnen oder gar neu zu etablieren. Nicht widerspruchsfrei lässt sich die Parteilichkeit mit den Aufgaben einer Wissenschaft (Beobachten, Beschreiben, Erklären, Vorhersagen, Beeinflussen und Verändern) und mit den Wissenschaftskriterien (Prägnanz, Intersubjektive Verständlichkeit, Überprüfbarkeit, Ordnung und Systematik) verbinden.
Der politisch veranlassten Auflösung des Instituts einer Militärwissenschaft in Deutschland, der Militärakademie in Dresden 1990, und dem Ausscheiden der ostdeutschen Berufsgruppe der Militärwissenschaftler folgte die Marginalisierung ihrer Forschungsergebnisse. In Anbetracht der internationalen Debatten zur Wissenschaftsdefinition und des entstandenen Defizites einer institutionalisierten Militärwissenschaft in Deutschland bleibt die künftige Entwicklung dieser Wissenschaft ein offener Prozess.
In annähernd vergleichbarer Situation kam Carl v. Clausewitz zur Aussage, dass die Kriegskunst ihrer Vollkommenheit nicht so nahe ist:

„Es gibt Schriftsteller, welche behauptet haben, die Kriegskunst habe nun bald ihren höchsten Grad der Vollkommenheit erreicht. Eine solche Behauptung ist in sich schon ziemlich gehaltlos, weil […] Wissenschaften, die nicht wie die Logik in sich geschlossen sind, auch einer steten Erweiterung, eines immer neuen Anbaues fähig sein müssen, und weil überhaupt der menschliche Verstand sich nicht so leicht Grenzen setzen lässt.“